# Moda occidental entre 1700 y 1750

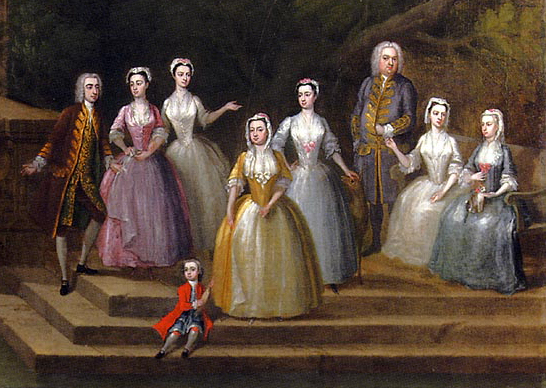
En este retrato de familia inglesa, las damas lucen vestidos de colores pastel con faldas cerradas y gorros de encaje. Algunos usan delantales transparentes. La dama de la derecha lleva una mantua. Los abrigos largos y estrechos de los hombres están adornados con trenzas doradas. hacia 1730-1740

La moda del periodo 1690-1740 en Europa y los países de influencia europea se caracteriza por una silueta cada vez más ancha, tanto para hombres como para mujeres, tras el aspecto alto y estrecho de los años 1680 y 90. Esta época se define como estilo barroco/rococó tardío. Las nuevas tendencias de la moda introducidas durante esta época tuvieron un mayor impacto en la sociedad, afectando no sólo a la realeza y a los aristócratas, sino también a las clases medias e incluso a las bajas. La ropa de esta época se caracteriza por los colores pastel suaves, los diseños ligeros, aireados y asimétricos, y los estilos lúdicos. Las pelucas seguían siendo imprescindibles para los hombres y las mujeres de alto nivel, y a menudo eran blancas; el pelo natural se empolvaba para conseguir el aspecto de moda. El vestuario del siglo XVIII, si bien carecía del refinamiento y la gracia de épocas anteriores, era claramente pintoresco y pintoresco.
En esta época se distinguía entre el vestido completo que se usaba en la corte y para las ocasiones formales, y el desvestido o ropa de diario, de día. A medida que avanzaban las décadas, cada vez eran menos las ocasiones en las que se utilizaba el vestido completo, que prácticamente había desaparecido a finales de siglo.
Los diseñadores de moda se hicieron más conocidos durante este periodo, ya que hombres y mujeres estaban ansiosos por vestirse con las últimas tendencias y estilos. Las revistas de moda surgieron en esta época, originalmente dirigidas a lectores cultos, pero rápidamente captaron la atención de las clases bajas con sus coloridas ilustraciones y noticias de moda actualizadas.

## Moda femenina

### Batas y vestidos

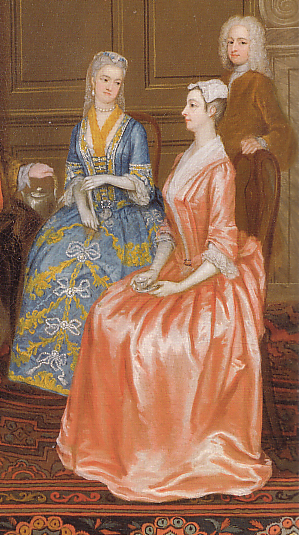
Una postura rígida y erguida con un "quiebre" agudo en el busto es característica de las estancias de huesos rígidos de la década de 1730. Estas damas inglesas usan mantuas formales para el té.

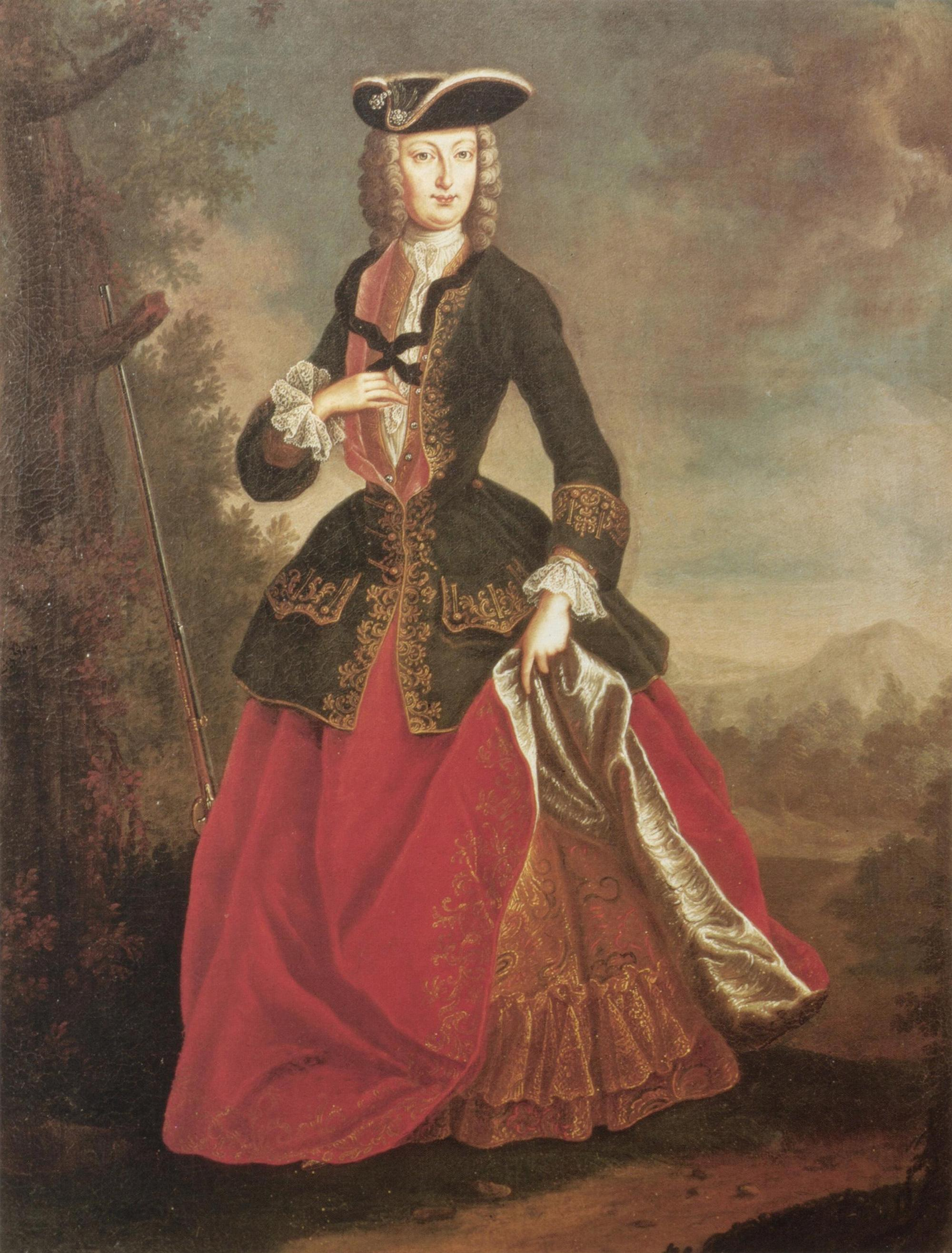
La emperatriz Elisabeth Christine en traje de montar

En las primeras décadas del nuevo siglo, la vestimenta formal consistía en la mantua de cuerpo rígido. Una enagua cerrada (o "redonda"), que a veces se llevaba con un delantal, sustituía a la falda de mantua abierta y drapeada del periodo anterior, es decir, en la moda entre 1650-1700.  Este estilo formal dio paso a una moda más relajada.
La bata a la francesa o  bata de espalda de saco tenía un corpiño ajustado con un escote cuadrado, normalmente con grandes lazos de cinta en la parte delantera, amplias alforjas, y estaba profusamente adornada con todo tipo de encajes, cintas y flores. Con pliegues que fluyen desde los hombros era originalmente una moda para no vestir. En su versión más informal, este vestido no se ajustaba ni por delante ni por detrás y se llamaba sacque. Con un estilo más relajado, se pasó de los tejidos pesados, como el raso y el terciopelo, al algodón indio, las sedas y los damascos. Además, estos vestidos se confeccionaban a menudo en tonos pastel más claros que daban un aspecto cálido, elegante e infantil. Más tarde, para la ropa formal, la parte delantera se ajustaba al cuerpo mediante un sotocuerpo de encaje apretado, mientras que la parte trasera caía en pliegues sueltos en forma de caja llamados pliegues Watteau por su aparición en las pinturas de Antoine Watteau.
La menos formal robe à l'anglaise, vestido de cuerpo cerrado o "camisón" también tenía la espalda plisada, pero los pliegues se cosían para ajustar el corpiño al cuerpo hasta la cintura. Presentaba un corpiño ceñido con una falda completa que se llevaba sin alforzas, normalmente cortada un poco más larga en la espalda para formar una pequeña cola, y a menudo se llevaba algún tipo de pañuelo de encaje alrededor del escote.
Cualquiera de los dos vestidos podía estar cerrado por delante (un "vestido redondo") o abierto para mostrar una enagua a juego o en contraste.
Los corpiños abiertos podían rellenarse con un stomacher decorativo, y hacia el final del período se podía usar un pañuelo de encaje o lino llamado fichu para rellenar el escote.
Las mangas tenían forma de campana o de trompeta, y se recogían en el codo para mostrar las mangas con volantes o con encaje de la camisa que había debajo. Las mangas se hicieron más estrechas a medida que avanzaba la época, con un volante en el codo, y se añadieron unos elaborados volantes separados llamados o engageante, a las mangas del camisón, de una forma que persistiría hasta la década de 1770.
Con el paso del tiempo, los escotes de los vestidos se hicieron más abiertos, lo que permitía mostrar más adornos en la zona del cuello. A menudo se cosía una gruesa banda de encaje en el escote del vestido con cintas, flores y/o joyas que adornaban el encaje. Las joyas, como los hilos de perlas, las cintas o los volantes de encaje, se ataban en lo alto del cuello. Por último, otro gran elemento de la indumentaria femenina del siglo XVIII fue la incorporación de la cinta de cuello con volantes, una pieza separada del resto del vestido. Este adorno se popularizó en algún momento alrededor de 1730.

### Ropa interior
Las medias de principios del siglo XVIII eran de cintura larga y estaban cortadas con una espalda estrecha, una parte delantera ancha y tirantes; las medias más de moda llevaban los hombros hacia atrás hasta que los omóplatos casi se tocaban.  La silueta resultante, con los hombros echados hacia atrás, una postura muy erguida y un pecho alto y lleno, es característica de este periodo y de ningún otro.
En la década de 1730 y principios de 1740, las faldas se llevaban encima de pequeños aros abombados, denominados alforjas. Dependiendo de la ocasión, estas alforjas variaban de tamaño. Los aros más pequeños se usaban en entornos cotidianos y los aros más grandes para ocasiones más formales, que más tarde se ensancharon hasta un metro a cada lado en la corte francesa de María Antonieta.
La camisa chemise o blusón tenía mangas completas al principio de la época y mangas ajustadas hasta el codo en la década de 1740, cuando las mangas del vestido se estrecharon.
Algunas mujeres llevaban calzoncillos en Inglaterra. Por ejemplo, ya en el inventario de 1676 de Hillard Veren figuraban "3 pares de calzoncillos de mujer". Sin embargo, no son comunes en los inventarios ingleses o de Nueva Inglaterra durante los siglo XVIII y XVIII.
Los chalecos de lana se llevaban sobre el corsé y bajo el vestido para abrigarse, al igual que las enaguas acolchadas con bateo de lana.
Los  bolsillos colgantes se ataban alrededor de la cintura y se accedía a ellos a través de las aberturas de los bolsillos del vestido o de las enaguas.
Las batas sueltas, a veces con un cierre frontal envuelto o en forma de sobrepelliz, se llevaban sobre la camisa, las enaguas y el corsé para llevarlas en casa, y estaba de moda hacerse un retrato con esta ropa.

### Vestido exterior
El hábito de montar consistía en un abrigo ajustado, hasta el muslo o la rodilla, similar al que llevaban los hombres, normalmente con una enagua a juego. Las damas llevaban camisas de inspiración masculina y sombreros de tricornio para montar y cazar y 33.
Cuando estaban al aire libre, las damas también llevaban capas hasta el codo, a menudo forradas con pieles para abrigarse.

### Tejidos y colores
En los primeros años de este periodo, las capuchas de seda en tonos pastel y los colores claros se pusieron de moda en la corte francesa para las mujeres maduras, bajo la influencia de Madame de Maintenon. Las mujeres más jóvenes también llevaban colores claros o brillantes, pero la preferencia era por las sedas de colores sólidos o florales con adornos.
Poco a poco, los adornos en forma de encajes aplicados y las "túnicas" de tela (tiras de tejido fruncido, fruncido o plisado) sustituyeron al estilo liso.  Los lazos, los cordones y las rosetas se hicieron populares, al igual que las telas con diseños llamativos. Los vestidos de seda y los stomachers solían estar intrincadamente bordados con motivos florales y de vida, lo que demostraba una gran atención al detalle y un cuidado por la representación exacta de la naturaleza. La moda de mediados de siglo de las telas a rayas hacía que estas se extendieran en distintas direcciones en el ribete y en el cuerpo del vestido.
El Chintz, tejido de algodón indio con imágenes en bloque sobre una base blanca, estaba muy de moda.  Las prohibiciones contra su importación para proteger la Británica [seda]],  lino y lana no redujeron su atractivo.  Las sedas y lanas brocadas presentaban motivos florales similares sobre fondos claros.  Las mezclas de lana y seda o de lana y lino eran muy populares. Hasta la década de 1730, los tejidos europeos eran de calidad inferior y no podían igualar los complejos diseños de moda del  calicó indio. Europa era capaz de producir petit teints de alta calidad (colores que se desvanecían con la luz y los lavados), pero no podía producir grand teints (colores permanentes resistentes a la luz y al desgaste).

### Calzado y accesorios

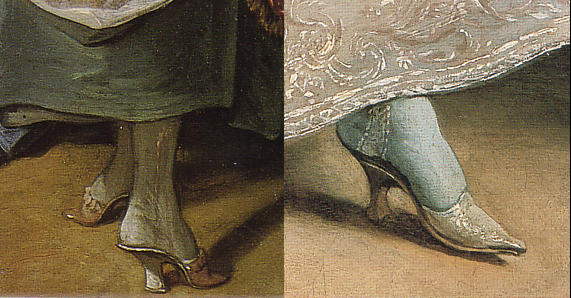
Zapatos de 1742 (izquierda) y 1731 (derecha).

El zapato del periodo anterior, entre 1650 y 1700, con su tacón curvado, punta cuadrada y lazo sobre el empeine dio paso en la segunda década del siglo XVIII a un zapato con un tacón alto y curvado. Las mules sin respaldo se usaban en interiores y exteriores, pero no en la calle. La zona de los dedos de los pies eran ahora puntiagudos. Este estilo de zapato seguiría siendo popular hasta bien entrado el periodo de 1750-1795. Los zapatos de la época tenían muchas variaciones de decoración, algunos incluso incluían hilos envueltos en metal.
Las mujeres, sobre todo en Francia, empezaron a llevar una boutonnière, o un pequeño ramo de flores frescas en una "botella de pecho". De unos diez centímetros de longitud, estos frascos de vidrio o lata eran lo suficientemente pequeños como para meterlos discretamente en el pecho o en el pelo, pero también lo suficientemente grandes como para contener agua y evitar que las flores se marchitasen.

### Maquillaje
Una toilette del siglo XVIII comenzaba con una pesada base blanca hecha de plomo blanco, clara de huevo y una variedad de otras sustancias. Se cubría con polvo blanco, normalmente polvo de patata o de arroz, colorete y color de labios rojo intenso o cereza.
En la cara se aplicaban pequeños trozos de tela, conocidos como parches, en forma de puntos, corazones, estrellas, etc. con adhesivo. Se cree que esta moda se originó como una forma de disimular las cicatrices de la viruela y otras imperfecciones, pero poco a poco fue desarrollando significados codificados. Un parche cerca de la boca significaba coquetería; uno en la mejilla derecha denotaba matrimonio; uno en la mejilla izquierda anunciaba compromiso; uno en la esquina del ojo significaba amante.

### Galería de estilo

#### Años 1700-1730

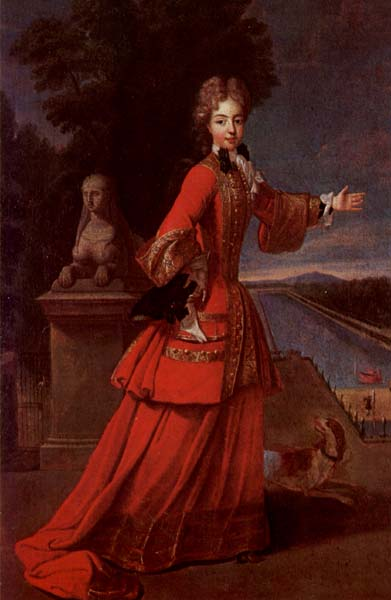
1 – c. 1699
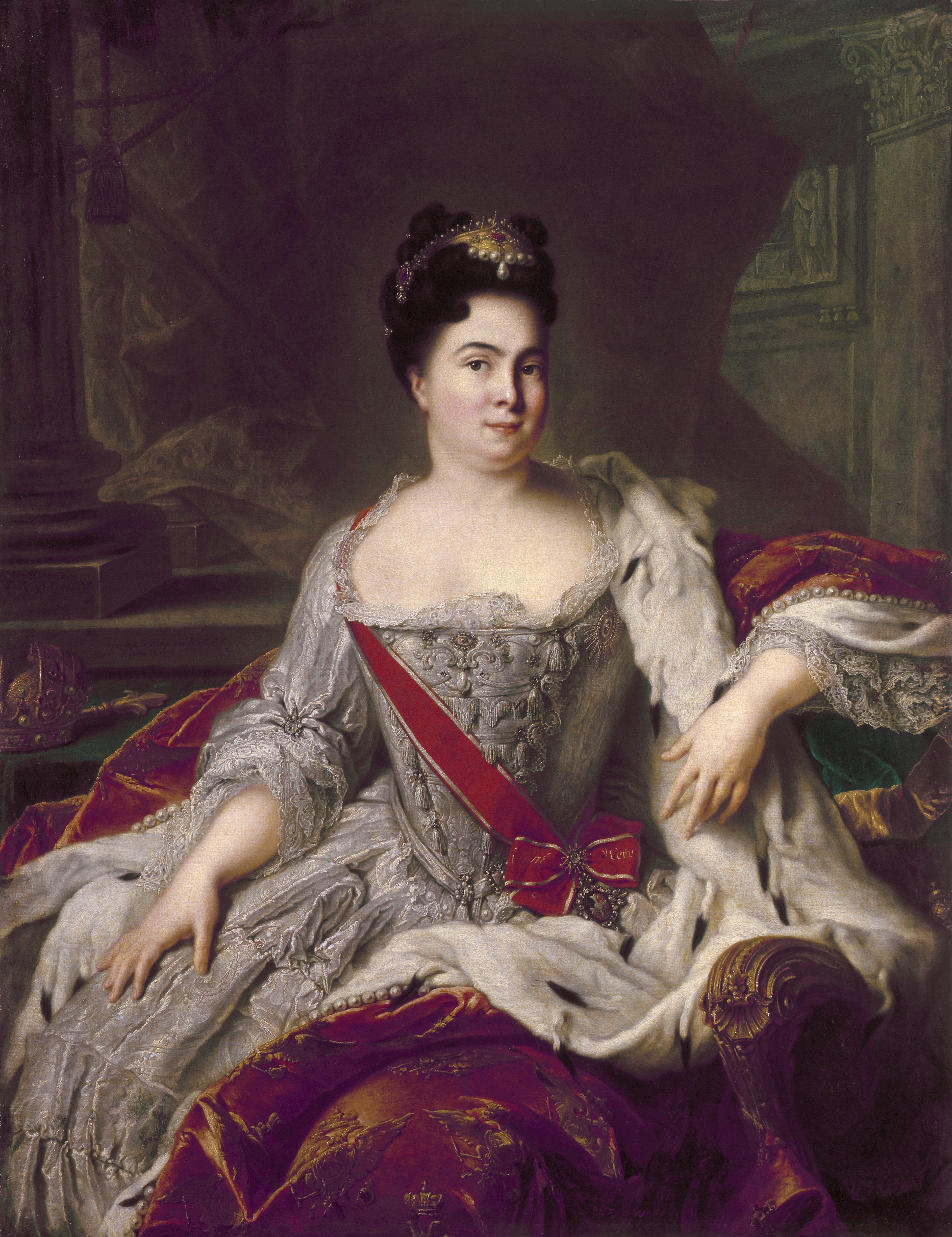
2 – 1717
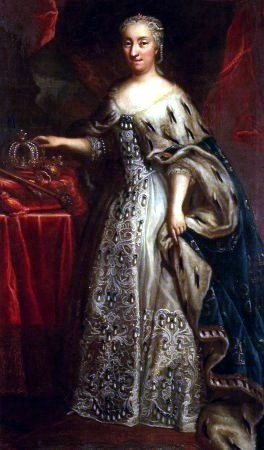
3 - 1718
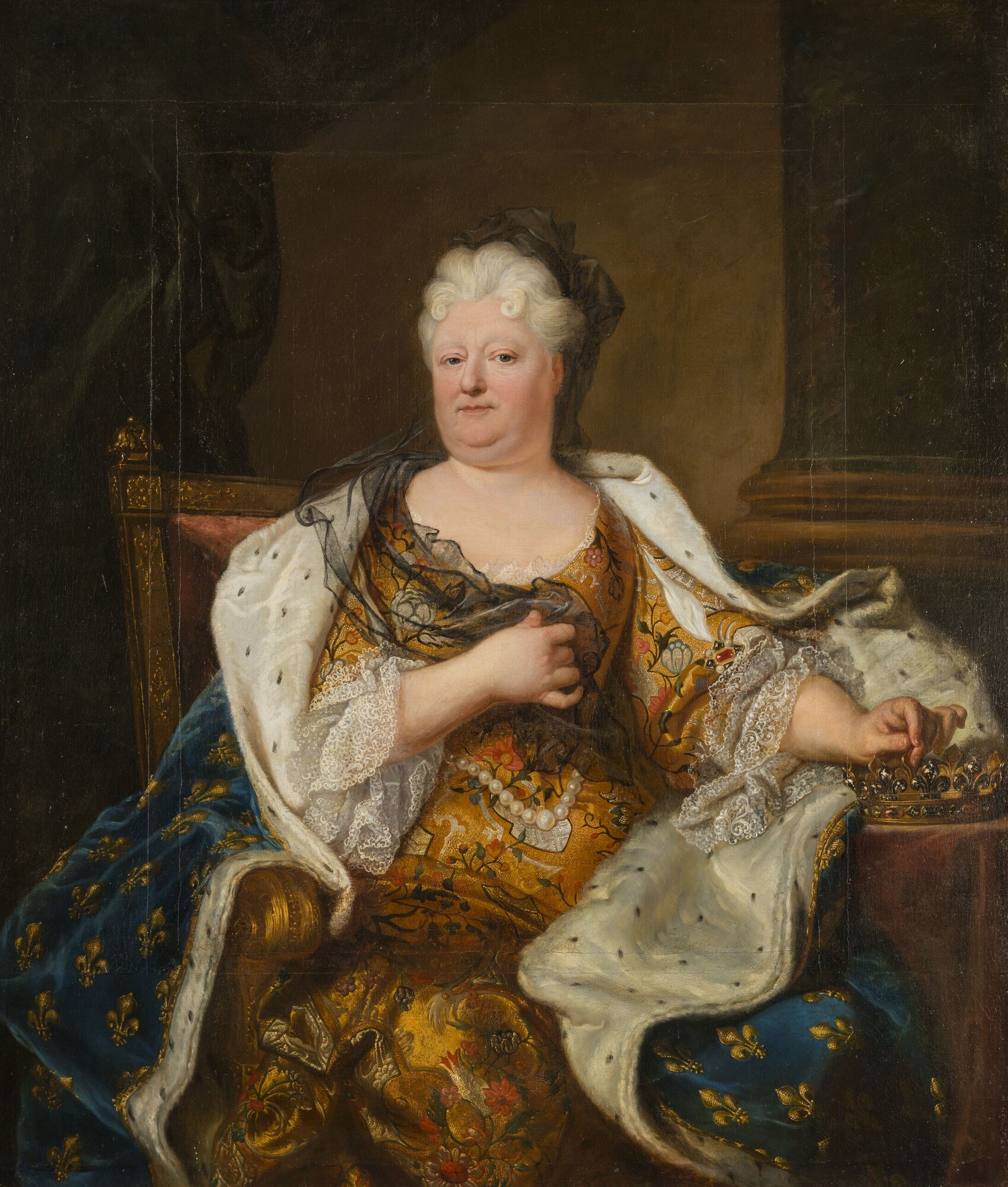
4 – c. 1719
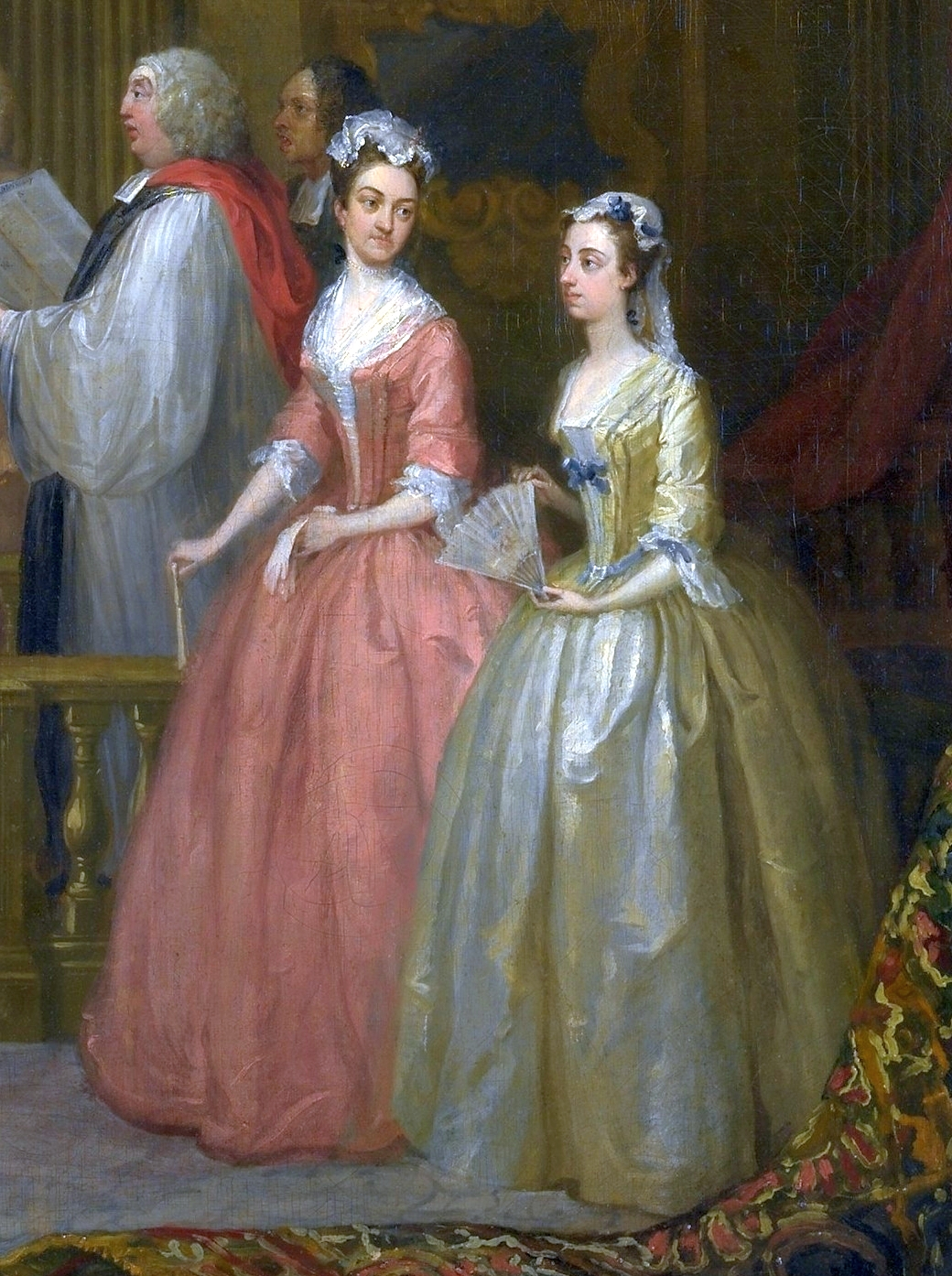
5 – 1729
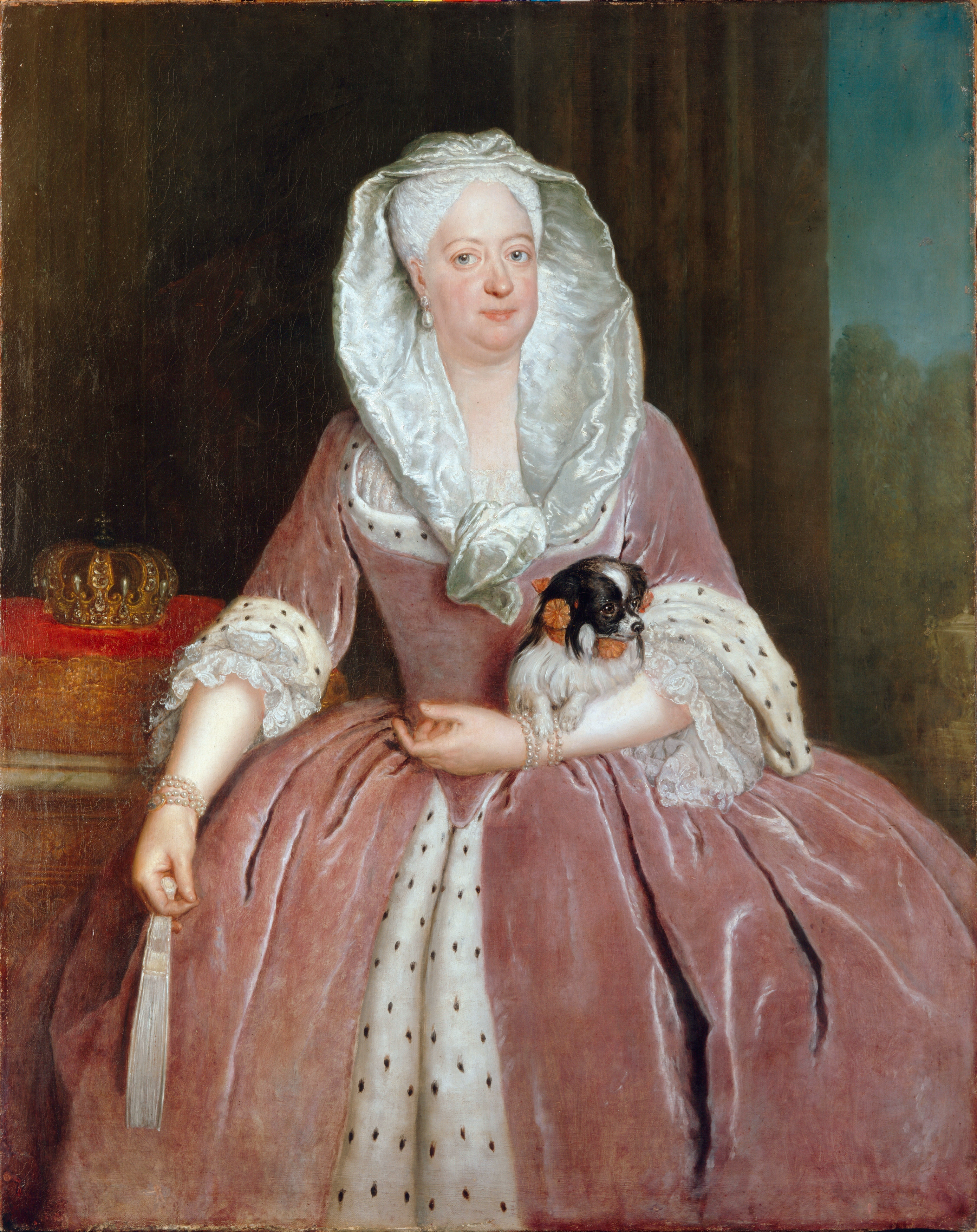
6 – 1737
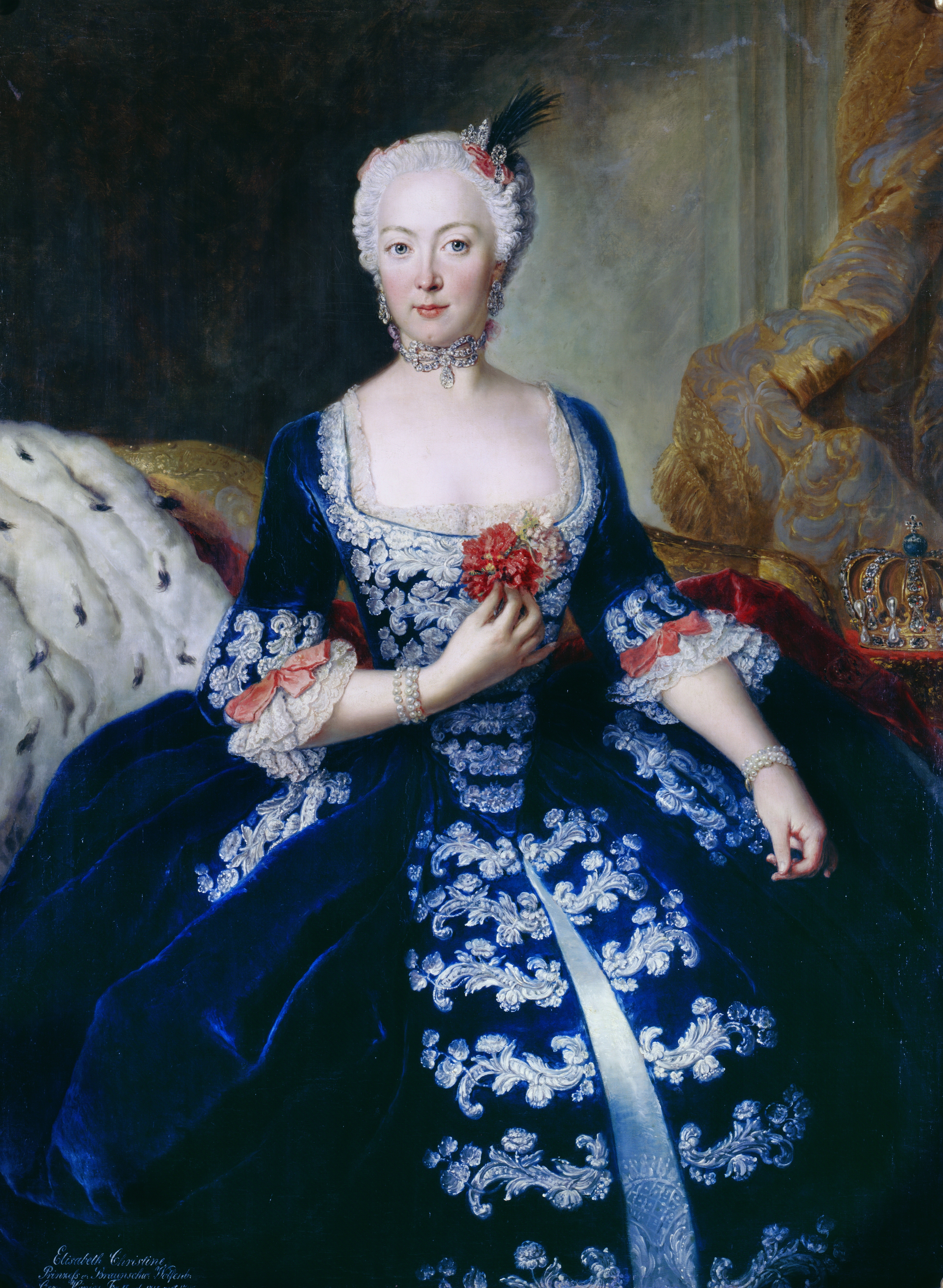
7 – 1739
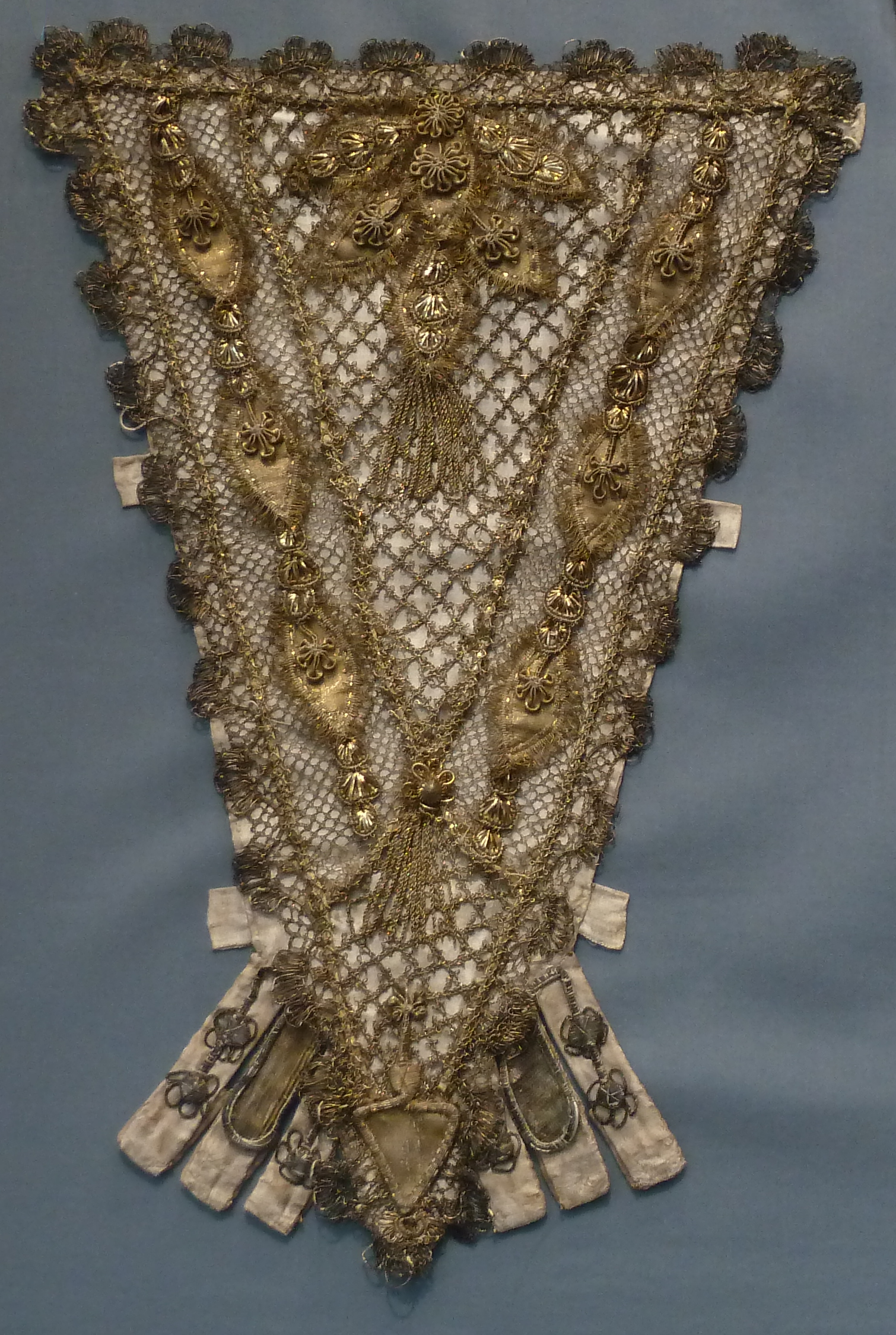
8 - 1700-1750

1. Adélaïde, Duchesse de Bourgogne Lleva un hábito de montar con una capa larga similar a la de los hombres, con una enagua a juego.
2. Empress of Russia  Catherine I, con un vestido de corte completo. Lleva un voluminoso vestido blanco, con encajes que adornan el escote cuadrado y las mangas, que se recogen en el codo. Su manto de terciopelo rojo está forrado de armiño. El retrato fue pintado en 1717.
3. Ulrika Eleonora, La reina regente de Suecia de 1718-1720 lleva un traje y una toga reales típicos.
4. Elisabeth Charlotte, duquesa de Orleans lleva el gorro y el velo negros de una viuda con un vestido dorado estampado con bellotas y flores.  Sus mangas abiertas se sujetan con broches o alfileres de joyería sobre una camisa con triple volante de encaje en el codo. Un manto real francés de color azul bordado con flores de lis doradas y forrado de armiño rodea sus hombros, c. 1719.
5. Asistentes a una boda llevan mantuas de color sólido con enaguas cerradas y corpiños abiertos.  Las mangas hasta el codo tienen puños.  Los volantes del cambio son visibles en el cuello y el codo, Inglaterra, 1729.
6. La reina Sofía Dorotea de Prusia lleva un vestido de terciopelo de color rosa con adornos de armiño y posiblemente forro.
7. Moda de la corte prusiana: Reina Isabel Cristina, esposa de Federico el Grande, lleva un vestido con un escote ligeramente cuadrado y estrechos volantes de encaje en el corpiño y la manga.  Obsérvese el ribete en las aberturas de los bolsillos de la falda de su vestido abierto. Lleva una gargantilla de diamante en el cuello.
8. Stomacher, raso de seda con encaje de hilo metálico, apliques, pasamanería y borlas. Francia, 1700-1750. Museo de Arte del Condado de Los Ángeles M.67.8.99.

#### Años 1740

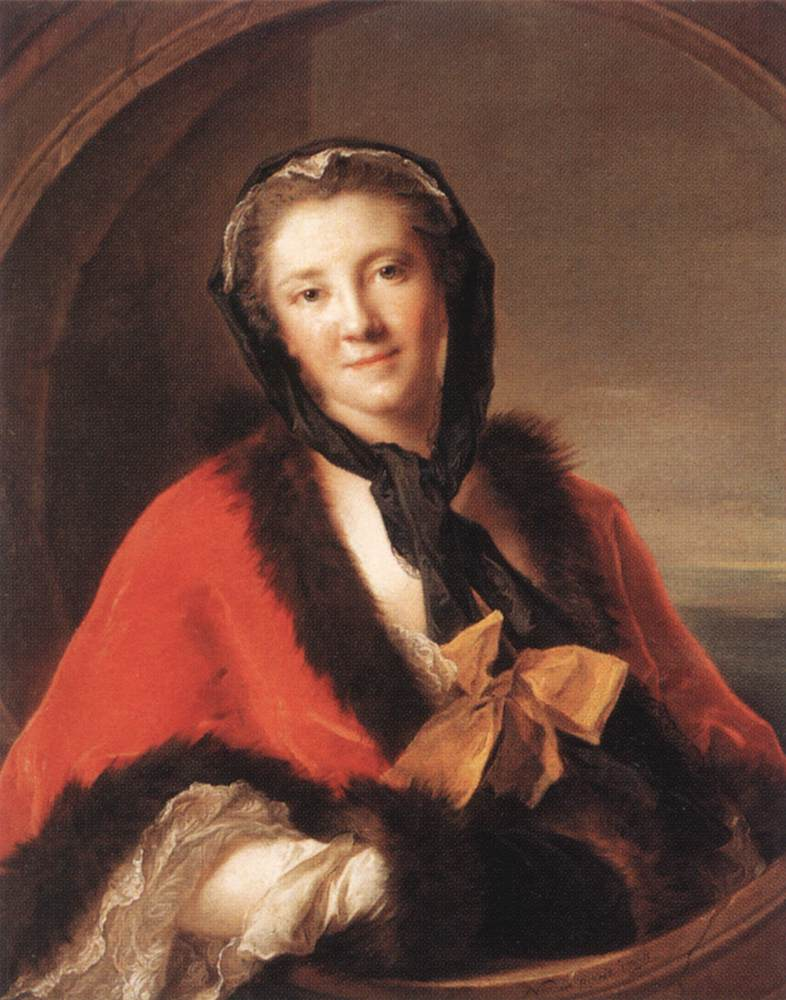
1 – 1741
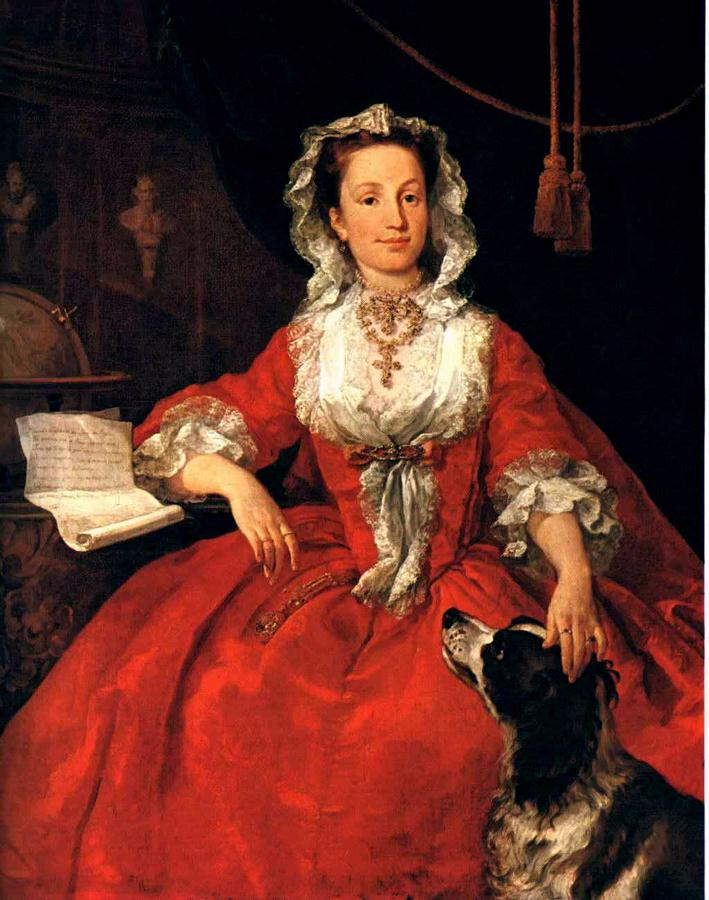
2 – 1742
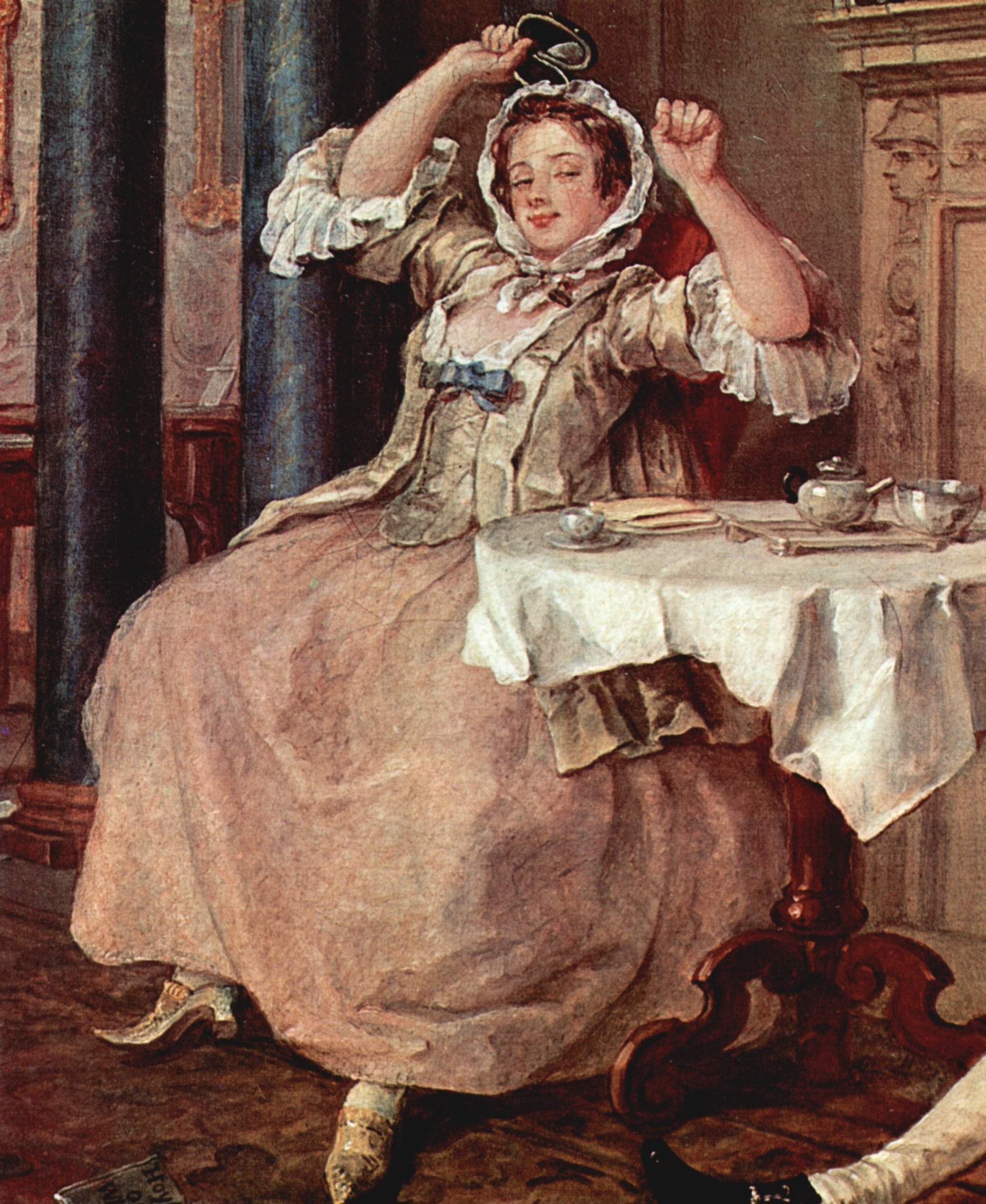
3 – 1743–45
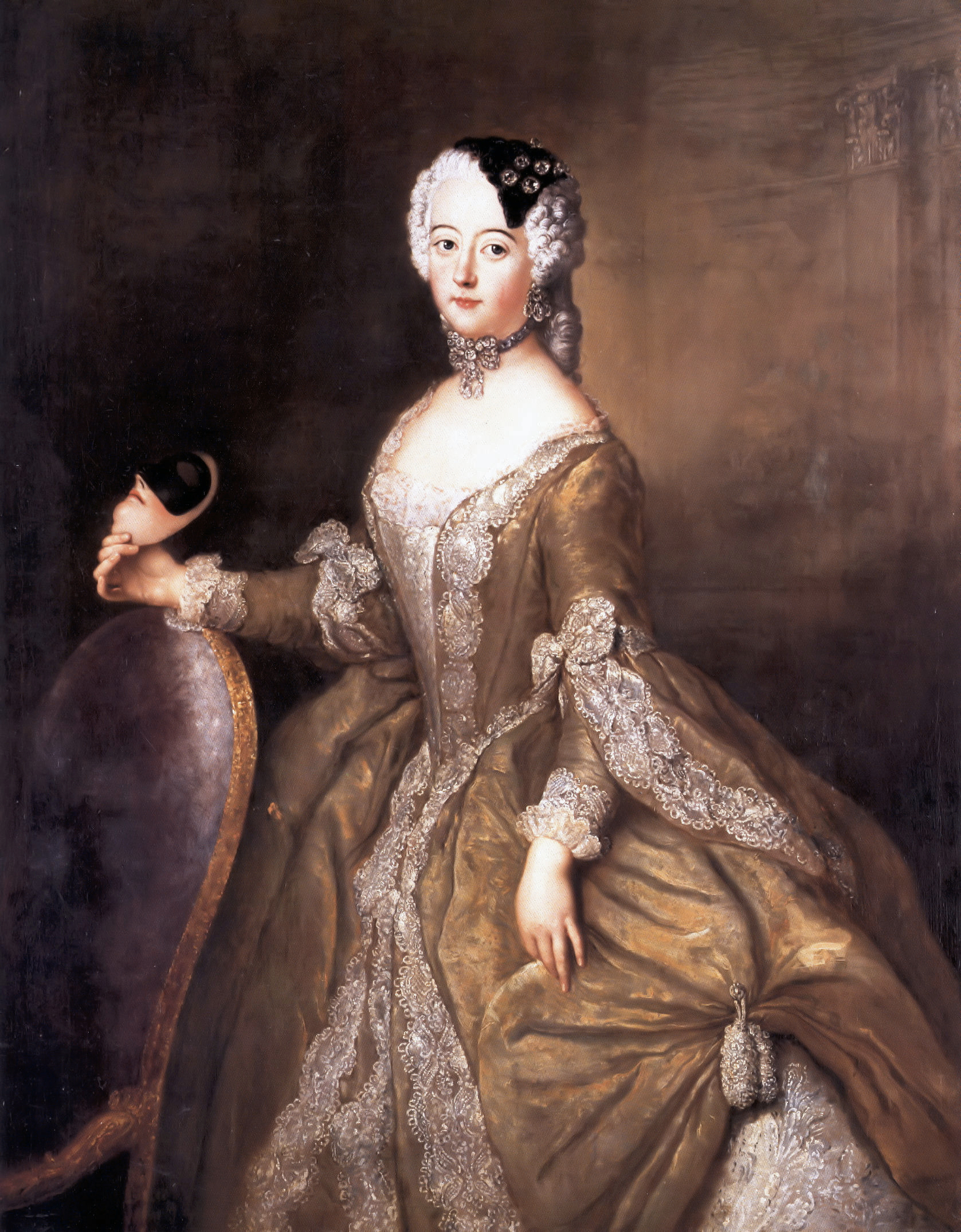
4 – 1744
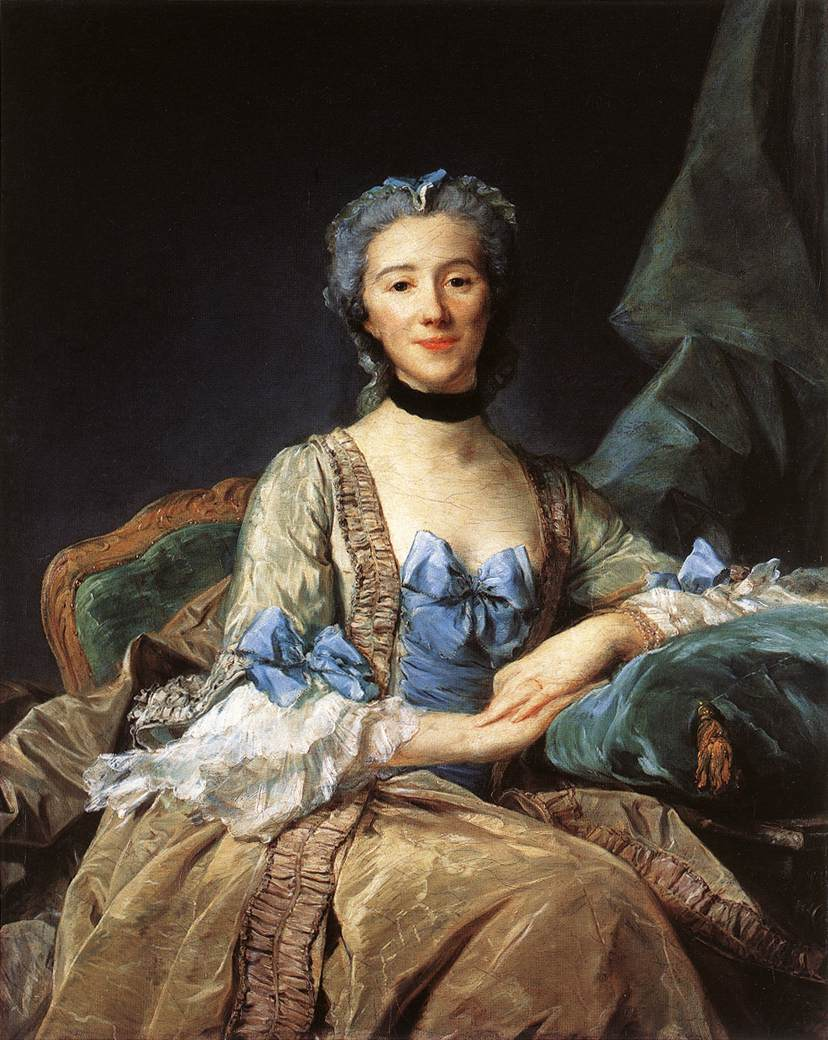
5 – 1749
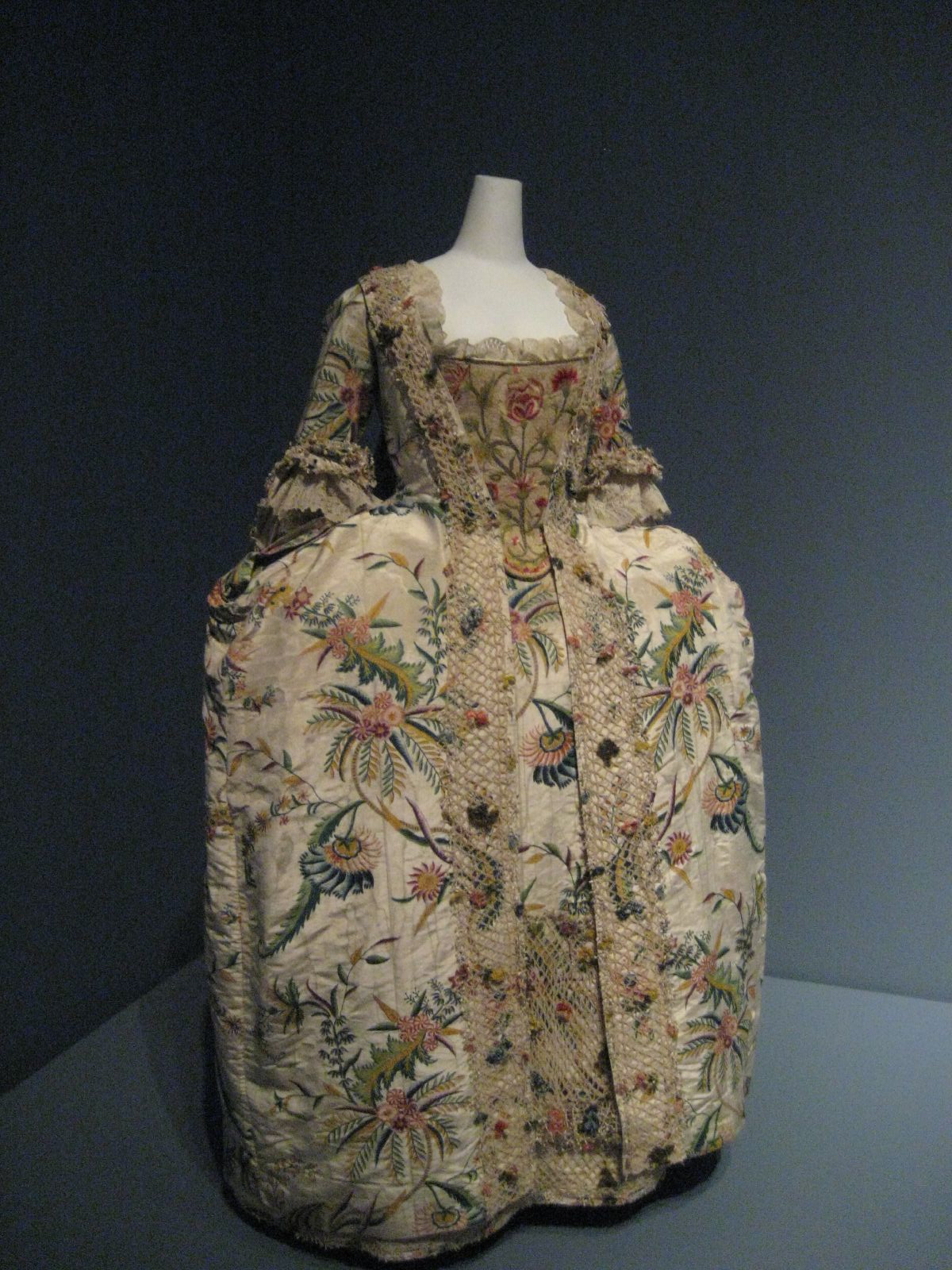
6 – 1740s
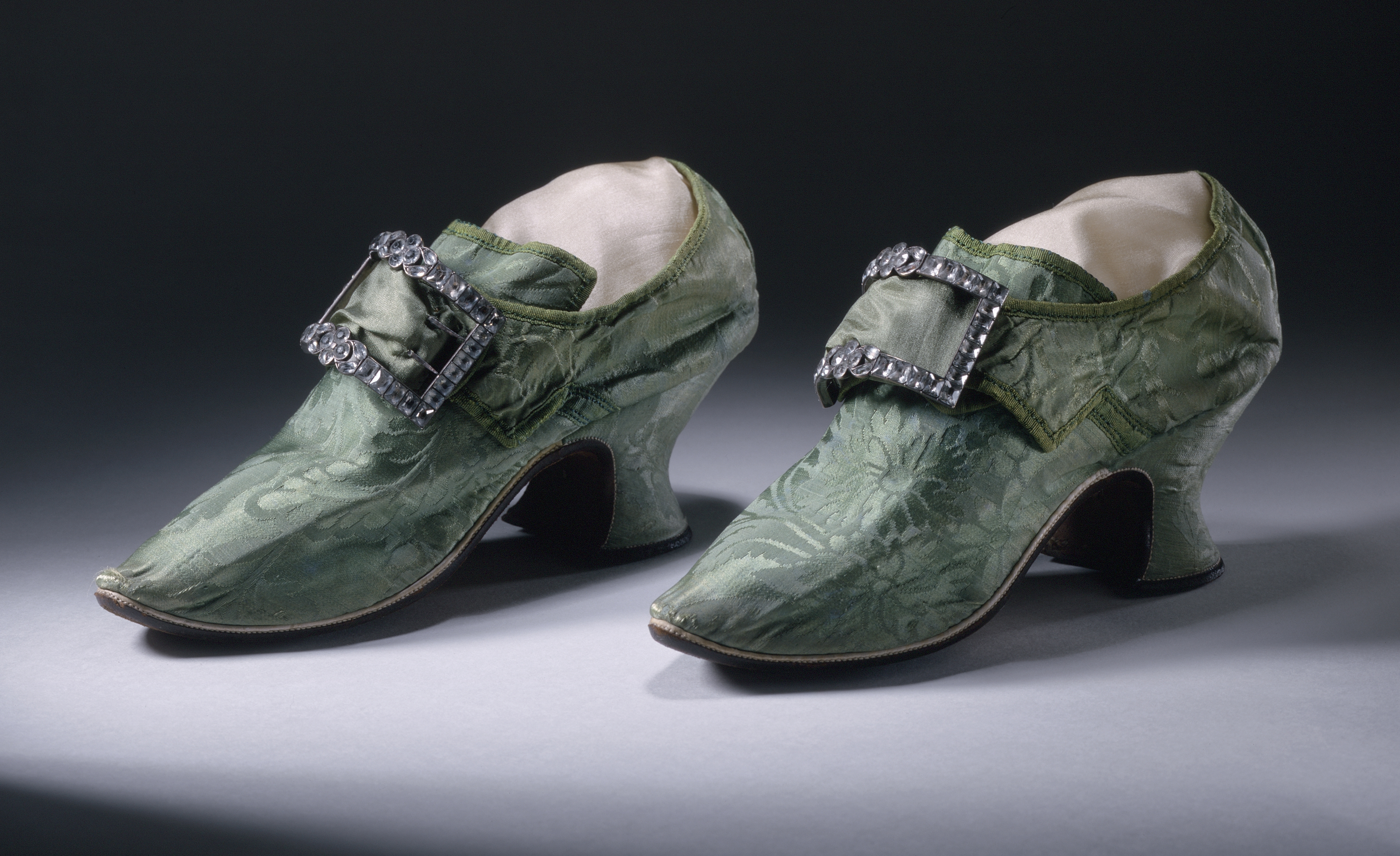
7 - 1740s

1. Comtesse de Tessin (Ulla Tessin), 1741, lleva una capucha negra sobre un gorro de encaje, y una capa roja forrada de piel en los hombros llamada manto o tippet.  Lleva un manguito de piel a juego.  Un gran lazo de cinta adorna su corpiño en el escote.
2. Mary Edwards, 1742, lleva un vestido rojo con un pañuelo o fichu adornado con encaje y metido bajo el lazo del corpiño. Sus mangas son acampanadas y lleva una capucha o gorro de encaje.
3. Hogarth's La serie Marriage à la Mode representa a una joven esposa a la moda que lleva un saco y un estómago con una enagua en contraste. Lleva una capucha o gorro de lino atado bajo la barbilla, 1743-45.
4. Luisa Ulrika de Prusia, Reina de Suecia lleva un vestido con "mangas partidas" (volantes en los codos y una manga inferior ajustada a la muñeca). La sobrefalda se recoge por encima de las enaguas y lleva un gorro negro con tachuelas de diamantes.  Su collar gargantilla está engastado con un lazo de diamantes, 1744.
5. La bata abierta de Perronneau Madame de Sorquainville está atada con una cinta azul ancha sobre una pechera y lleva una enagua a juego.  Los bordes delanteros de la bata están adornados con ropajes, hileras de tela fruncidas o recogidas en ambos bordes.  Las mangas son más estrechas y se llevan con elaborados encajes engageante.  Lleva un pequeño gorro y una cinta o volante negro alrededor del cuello.
6. Surviving Robe à la française en el Metropolitan Museum of Art, Nueva York presenta una enagua a juego y se muestra con un elaborado stomacher.  Inglés, tela de Holanda o Alemania, década de 1740.
7. Inglés zapatos de seda con hebillas, 1740s

## Moda de hombres

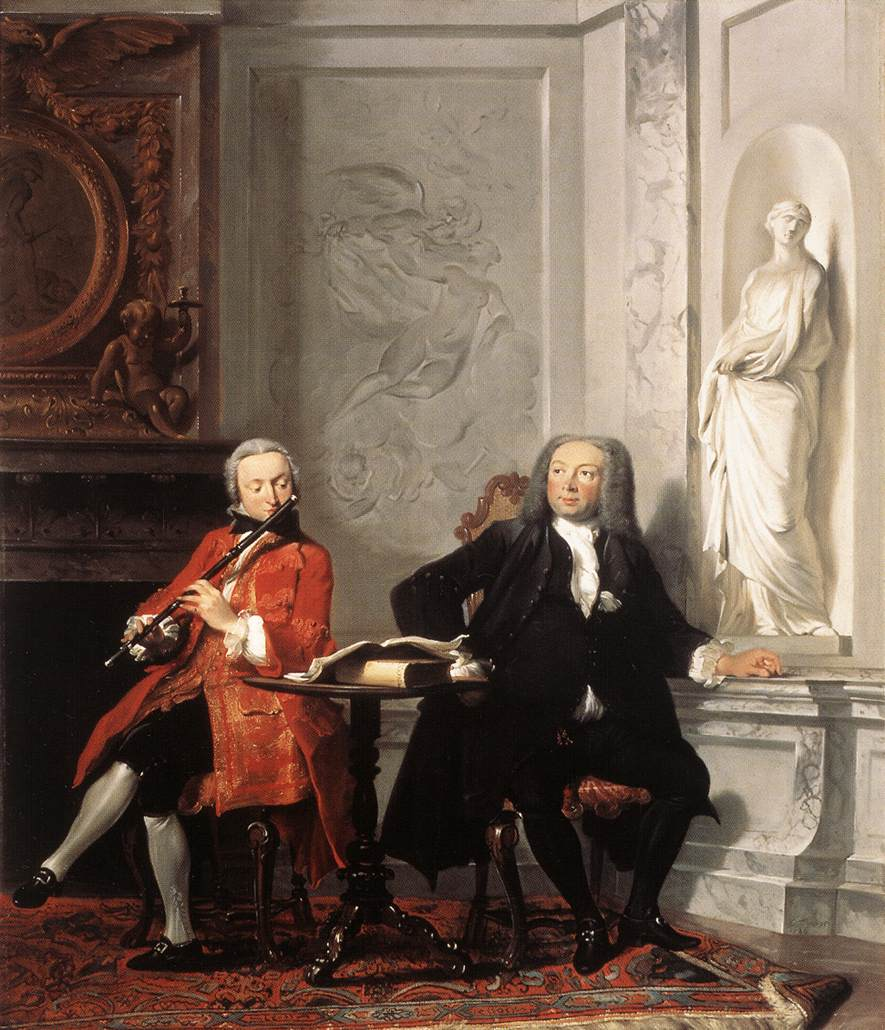
Jeronimus Tonneman y su hijo visten abrigos sin cuello con puños profundos y chalecos a juego, combinados con calzones, camisas con volantes, medias de seda y zapatos con hebilla. El joven lleva una peluca de bolso y un solitario, 1736.

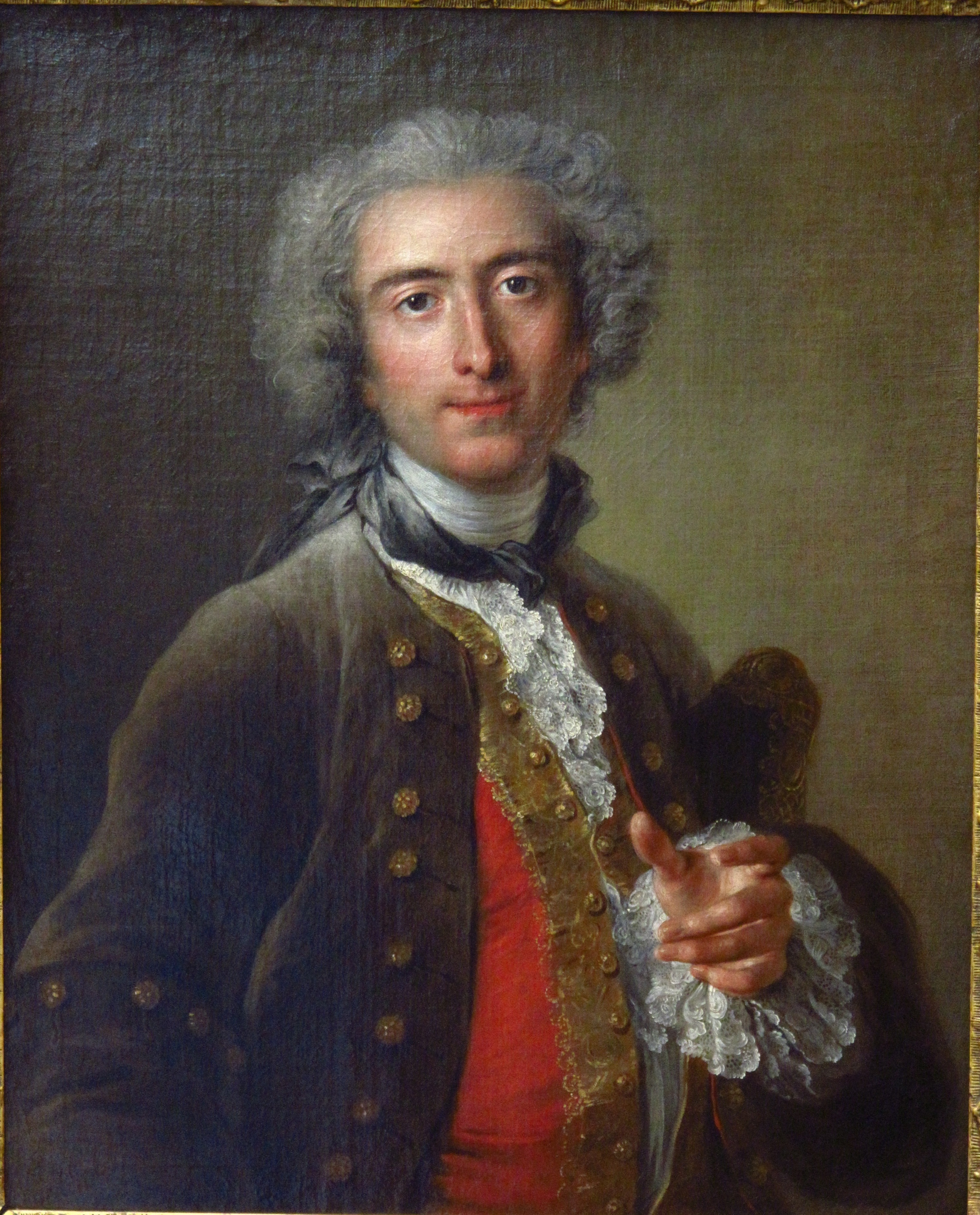
Philippe Coypel viste un chaleco rojo adornado con encaje dorado debajo de un abrigo marrón liso. Su camisa tiene volantes de encaje. Lleva una peluca de bolso con solitario, 1732.

### Trajes
El traje masculino, también conocido como hábito a la francesa, se compone de tres partes: la casaca, una chaqueta y los  calzones. El chaleco era la prenda más decorativa, normalmente bordada con profusión o con tejidos estampados. A principios del siglo XVIII, los calzones solían llegar a la rodilla, con medias blancas debajo y zapatos de tacón, que solían tener grandes hebillas cuadradas.  Los abrigos se llevaban más pegados al cuerpo y no eran tan falderos como en la época del Barroco.  También se llevaban más abiertos para mostrar los elaborados chalecos... Los faldones del abrigo seguían siendo anchos y se reforzaban con buckram, crin de caballo y otros medios para que se abrieran sobre las caderas. Los bordes delanteros del abrigo, que anteriormente se habían cortado rectos, empezaron a curvarse ligeramente hacia la espalda para dejar ver más del chaleco Los tejidos para los hombres eran principalmente sedas, terciopelos y brocados, y las lanas se utilizaban para la clase media y para los trajes deportivos.

#### Capa
Cuando se empezó a usar el abrigo en el siglo XVII, se cortaba con poca forma para la figura y colgaba holgadamente desde los hombros hasta justo debajo de la rodilla. Tenía largas aberturas desde la cintura hasta el dobladillo en los costados y en el centro de la espalda, generalmente ribeteadas con botones y ojales. Durante las décadas de 1670 y 1680, el abrigo se volvió más ceñido, con un ligero moldeado en la cintura para producir una línea más larga, estrecha y severa. Las mangas se llevaban más largas y ajustadas, pero todavía con puños. La línea delgada y recta se acentuaba con los bolsillos verticales bajos, pero a finales de la década de 1680 se sustituyeron en gran medida por bolsillos horizontales a los que más tarde se añadieron solapas.

#### Pantalones
Los pantalones a la rodilla tenían una abertura en el centro, se abrochaban en la cintura y se llevaban sin ningún otro soporte. Las piernas se recogían en una banda por encima o por debajo de la rodilla, que se cerraba con lazos, botones o una hebilla o correa. Las medias se subían sobre las rodillas y cubrían el borde inferior de los calzones.

### Calzado
A principios del siglo XVIII, los zapatos de hombre seguían teniendo la punta cuadrada, pero los tacones no eran tan altos. A partir de 1720-1730, los tacones se hicieron aún más pequeños, y los zapatos se volvieron más cómodos, dejando de tener la punta en bloque. Los zapatos de la primera mitad del siglo a menudo contenían una hebilla oblonga generalmente incrustada con piedras.

### Accesorios
Los hombres de la clase alta solían llevar un bastón como parte de su atuendo, suspendiéndolo mediante un lazo de uno de los botones de su chaleco para poder sujetar correctamente las cajas de rapé o los pañuelos con las manos. El bastón era, por tanto, menos funcional y más bien por moda.

### Estilos de peinado y tocados
Las pelucas de distintos estilos se usaban en diferentes ocasiones y para diferentes grupos de edad.
La gran peluca con raya alta de la década de 1690 siguió siendo popular desde 1700 hasta alrededor de 1720.  Durante esta época se usaban varios colores, pero el blanco se hacía más popular y los rizos se hacían más apretados. El estilo cadogan del pelo de los hombres se desarrolló y se hizo popular durante este periodo, con rollos horizontales de pelo sobre las orejas. Más tarde, las pelucas o el pelo natural se llevaban largos, cepillados hacia atrás desde la frente y apaleados o atados en la nuca con una cinta negra. A partir de 1720, aproximadamente, la peluca de bolsa recogía el pelo de la espalda en una bolsa de seda negra. Las cintas negras unidas a la bolsa se llevaban al frente y se ataban en un moño en un estilo llamado "solitario".
Los sombreros de ala ancha, con las alas vueltas hacia arriba en tres lados en forma de tricornio, se llevaban durante toda la época. Eran un elemento esencial del "dominó", un traje elegante para los bailes de máscaras, que se convirtió en un modo de entretenimiento cada vez más popular. El estilo dominó consistía en una máscara, una capa larga y un sombrero en forma de tricornio, todo ello generalmente construido con colores oscuros.

### Galería de estilos

#### 1700s-1720s

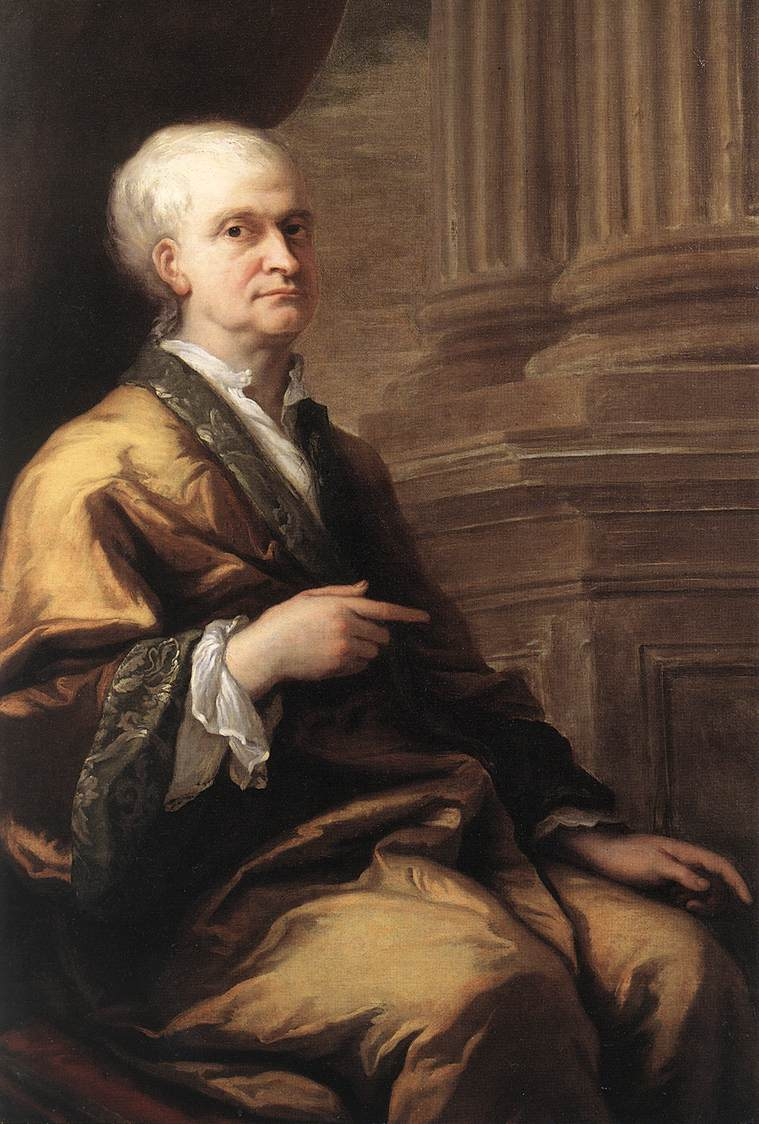
1 – c. 1710
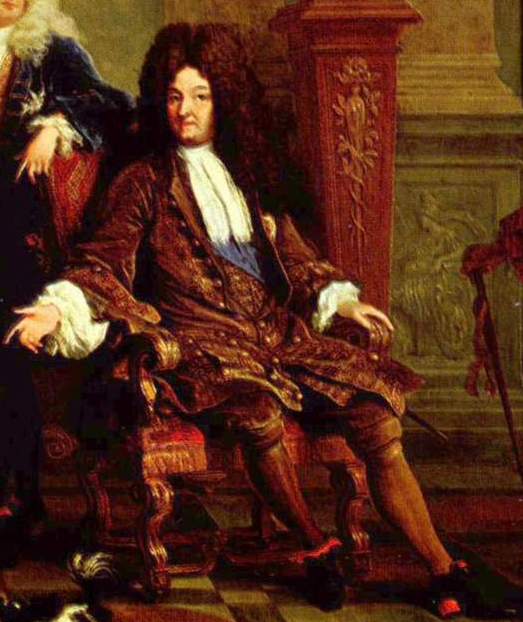
2 – 1711
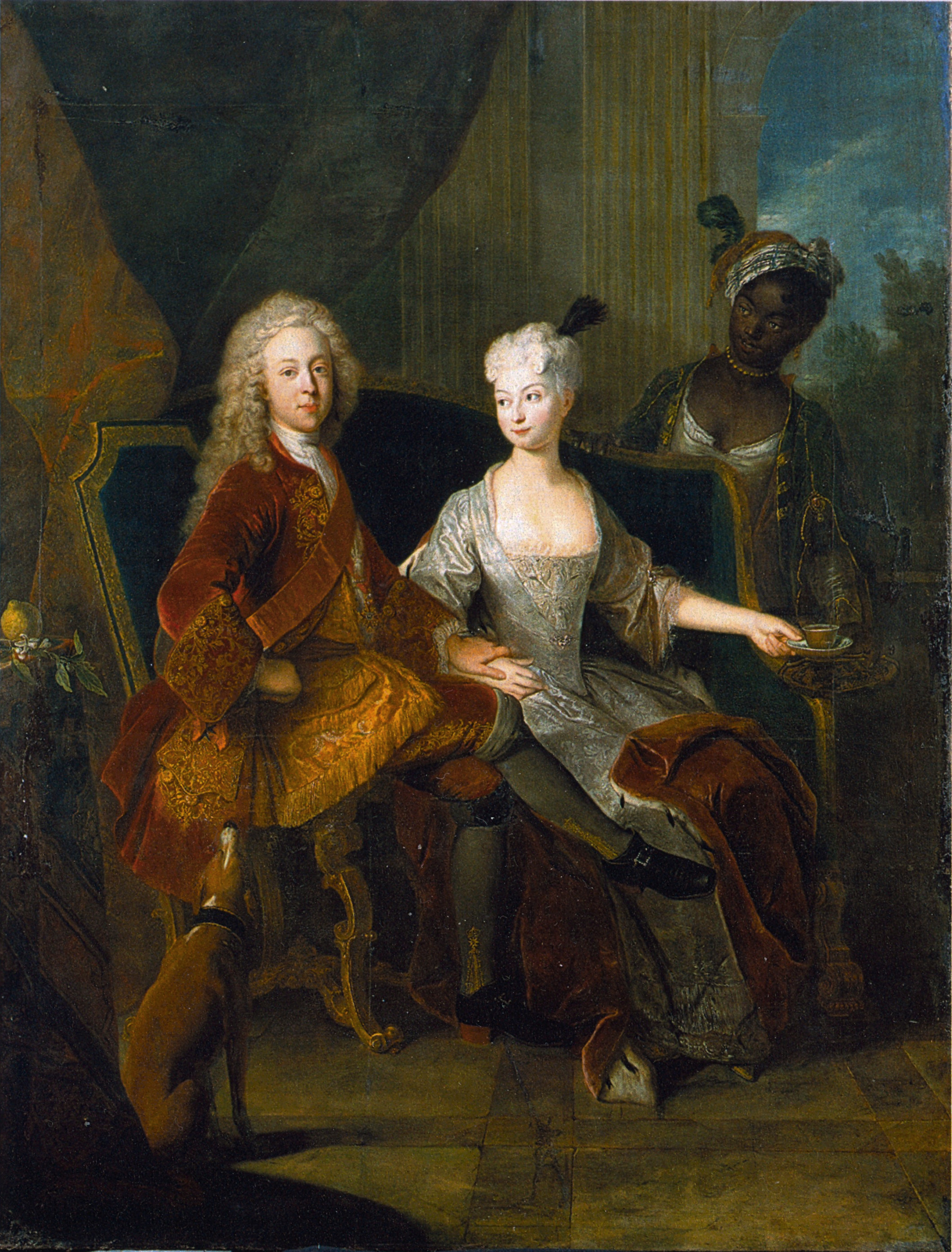
3 – 1716
4 – 17214 – 1721

1. Sir Isaac Newton en la vejez, 1709-1712. Lleva una banana con forro estampado. Nótese el corte en forma de T, sin costura en los hombros.
2. Luis XIV Lleva una gran peluca, justacorpus y medias sobre los calzones.
3. Un príncipe alemán muestra sus puños rígidos vueltos hacia atrás, bordados en oro, al igual que el centro de su abrigo, las medias sobre los calzones.
4. Vista trasera de un abrigo de 1721 muestra la abertura central de la espalda y los pliegues en las costuras laterales. El caballero lleva zapatos de punta cuadrada y un tricornio bajo el brazo.

#### 1730s-1740s

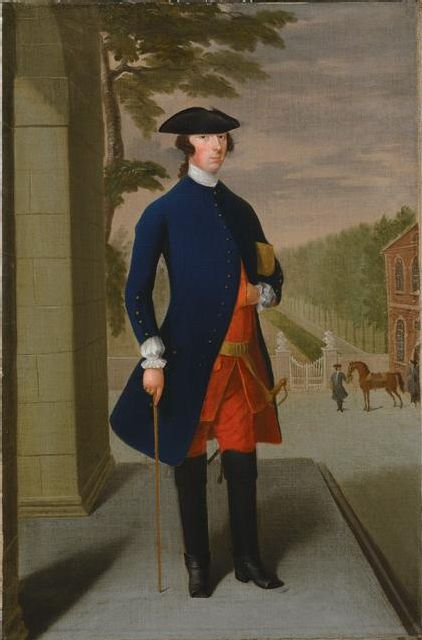
1 – 1730s
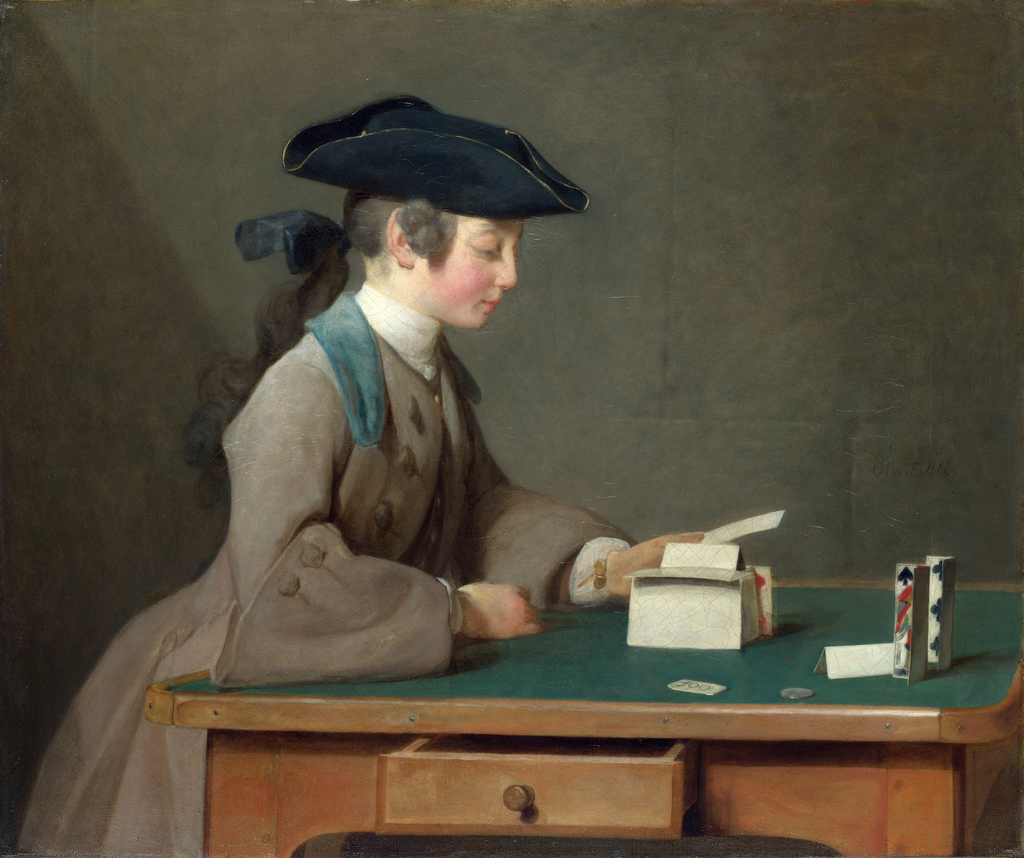
2 – 1736
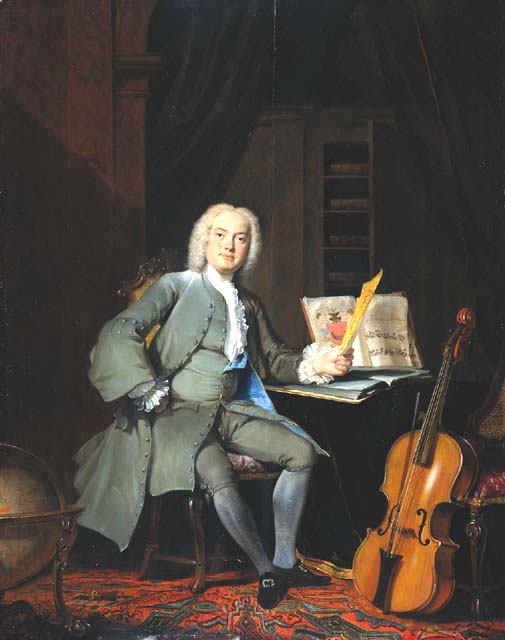
3 – 1736
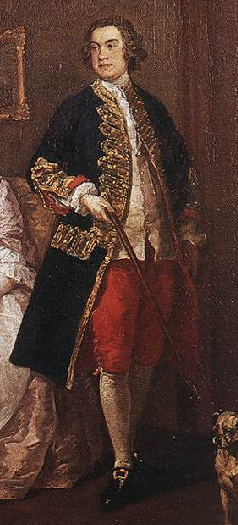
4 – 1738
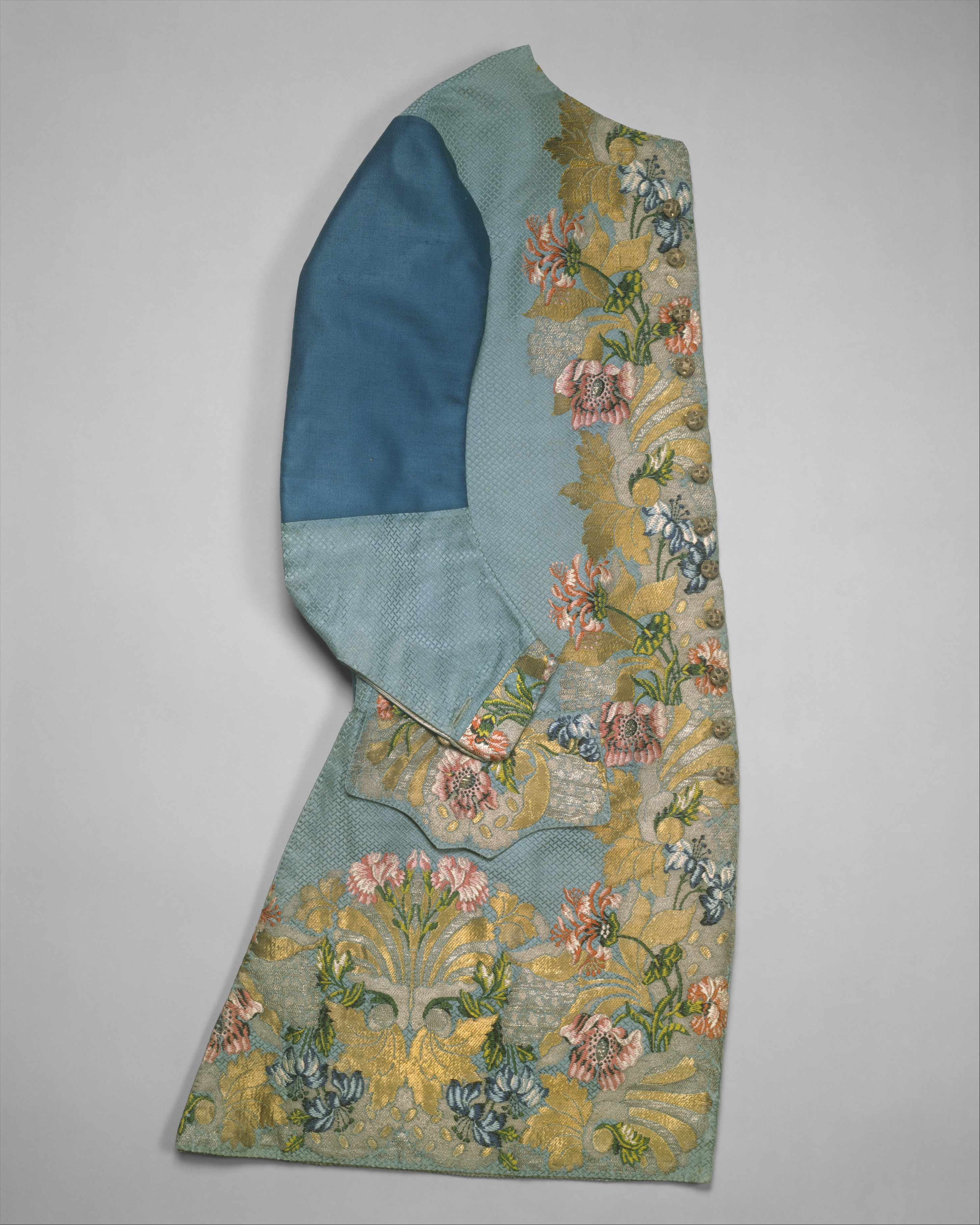
5 - 1747
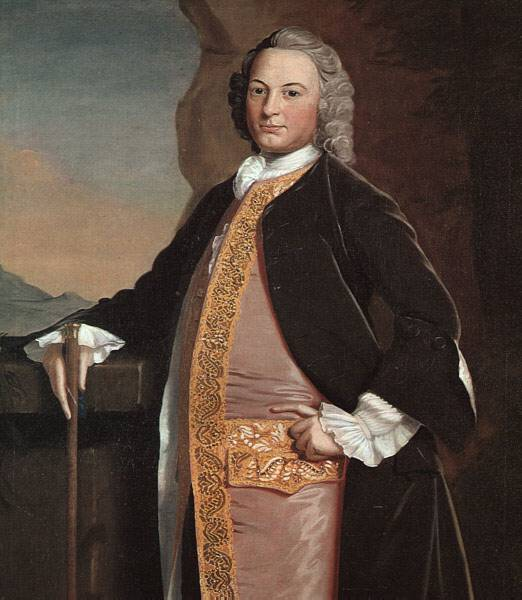
6 – 1748
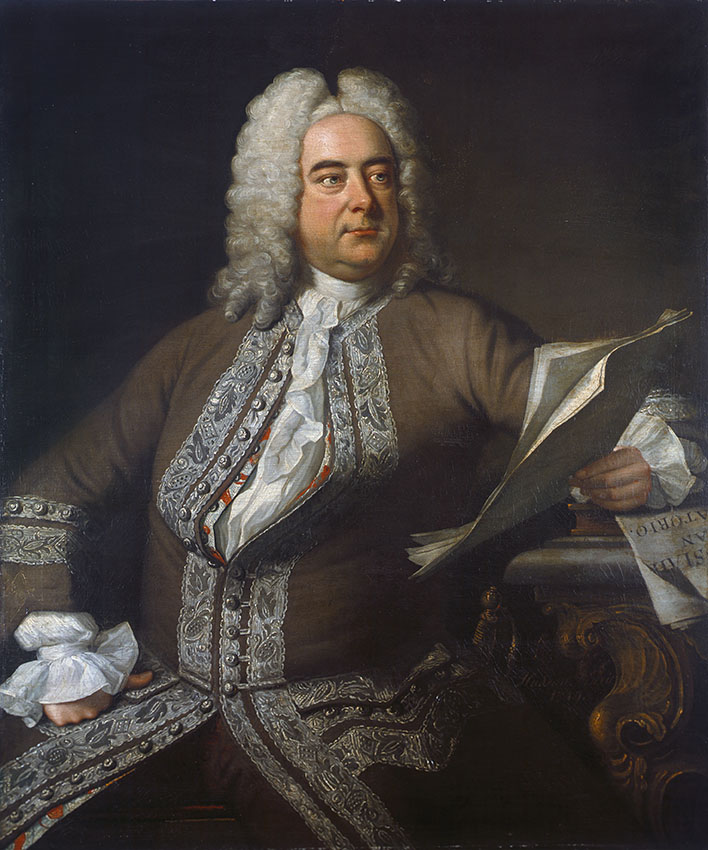
7 – 1749
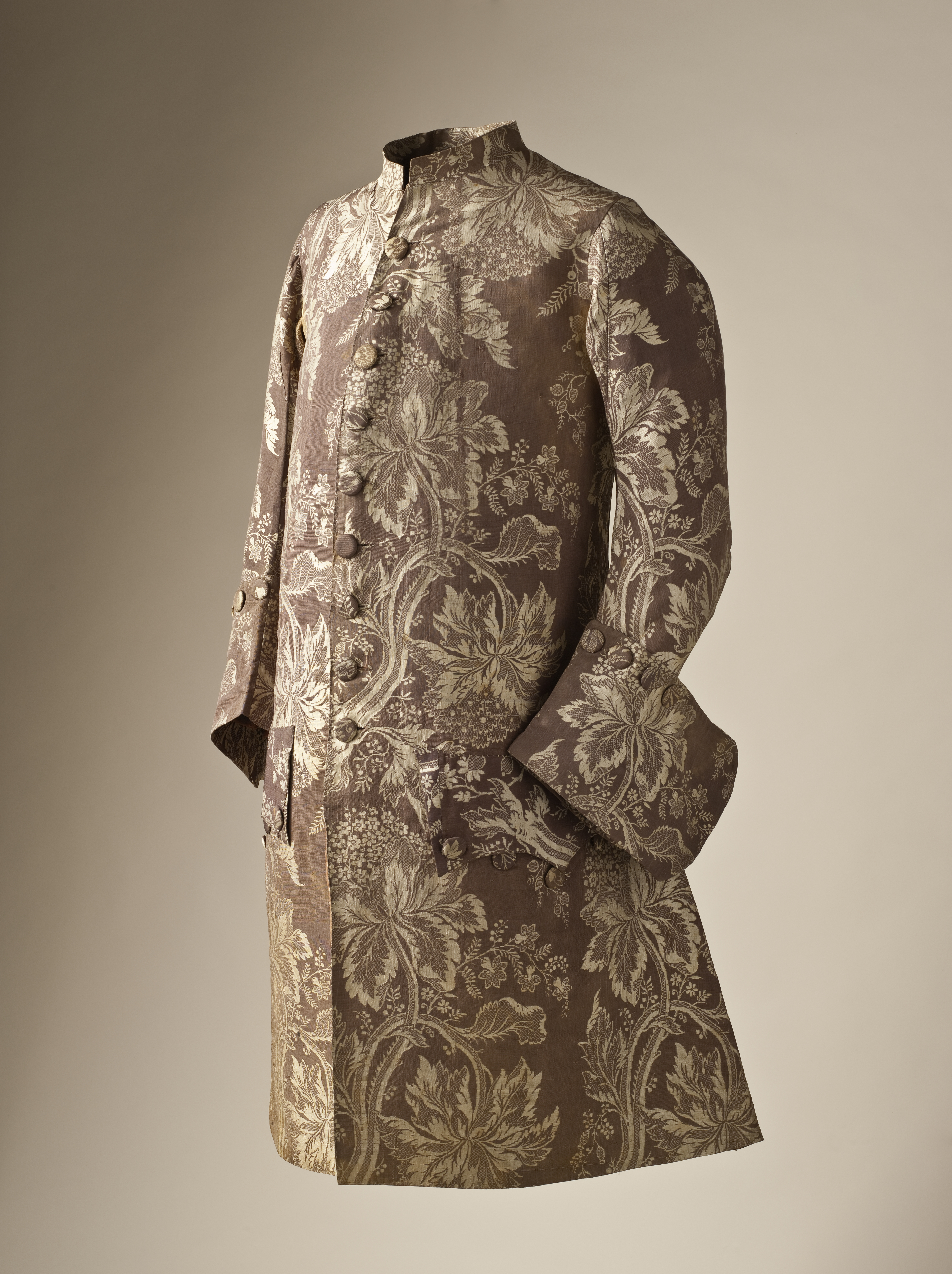
8 - 1745–50

1. Joseph Leeson de Irlanda, más tarde 1.er Conde de Milltown, lleva un abrigo azul de mangas estrechas forrado de rojo con chaleco y pantalones rojos.  Lleva un tricornio y botas altas de montar negras, década de 1730.
2. El hombre que juega a las cartas lleva un tricornio.  Su larga peluca marrón (o posiblemente su pelo) está atada con una cinta negra. Su abrigo liso tiene puños profundos.
3. El caballero holandés de 1736 lleva un abrigo gris sin cuello con puños profundos y un chaleco largo, ambos forrados de azul celeste, con pantalones a juego. Sus zapatos negros tienen hebillas cuadradas.
4. El caballero inglés de 1738 lleva un abrigo formal de caderas anchas con encajes aplicados sobre un chaleco más sencillo a la altura de la cadera y pantalones rojos.  El abrigo está forrado de rojo.  El conjunto se completa con unos zapatos con elaboradas hebillas y unas medias blancas.
5. Waistcoat (Garthwaite/Lekeux) (1747) de brocado de seda tejido con forma, diseño de Anna Maria Garthwaite, colección del Costume Institute, Metropolitan Museum of Art.
6. Americano William Bowdoin, 1748, lleva un chaleco bordado en oro bajo un abrigo oscuro forrado de blanco.
7. Retrato de Georg Friedrich Händel con un abrigo color mora adornado con bandas de bordado y abrochado con botones y presillas sobre un chaleco estampado (apenas visible bajo el abrigo) y una camisa blanca con volantes, 1749.
8. Abrigo de seda de hombre con puños anchos, 1745-1750, con un motivo floral de encaje blanco sobre marrón, Francia.  [Museo de Arte del Condado de Los Ángeles]], M.2007.211.795.

## Moda infantil
Los niños y niñas pequeños llevaban batas de cuello bajo.  Los cordones de sujeción -correas estrechas de tela unidas a la bata por los hombros- funcionaban como una especie de correa para evitar que el niño se alejara demasiado o se cayera mientras aprendía a caminar.
Los niños mayores de un año seguían usando ropa que, en muchos aspectos, era simplemente una versión más pequeña de la ropa de los adultos.  Aunque a menudo se dice que los niños llevaban versiones en miniatura de la ropa de los adultos, esto es algo así como un mito.  Las niñas llevaban batas que se abrochaban en la espalda, con un ribete mucho más sencillo que el de las mujeres. La falda de la bata de las niñas no estaba dividida por delante, como la de las mujeres. Las niñas no llevaban chaquetas ni batas.  Los niños llevaban camisas, calzones, chalecos y abrigos como los de los hombres, pero a menudo llevaban el cuello abierto, y el abrigo se ajustaba y recortaba de forma diferente al de los hombres, y los niños a menudo iban con la cabeza descubierta.  Durante algunas décadas del siglo XVIII, las camisas y los abrigos de los niños tenían cuellos y puños diferentes a los de los hombres.  Aunque la talla no sea evidente, suele ser posible distinguir la prenda de un niño de la de un adulto.

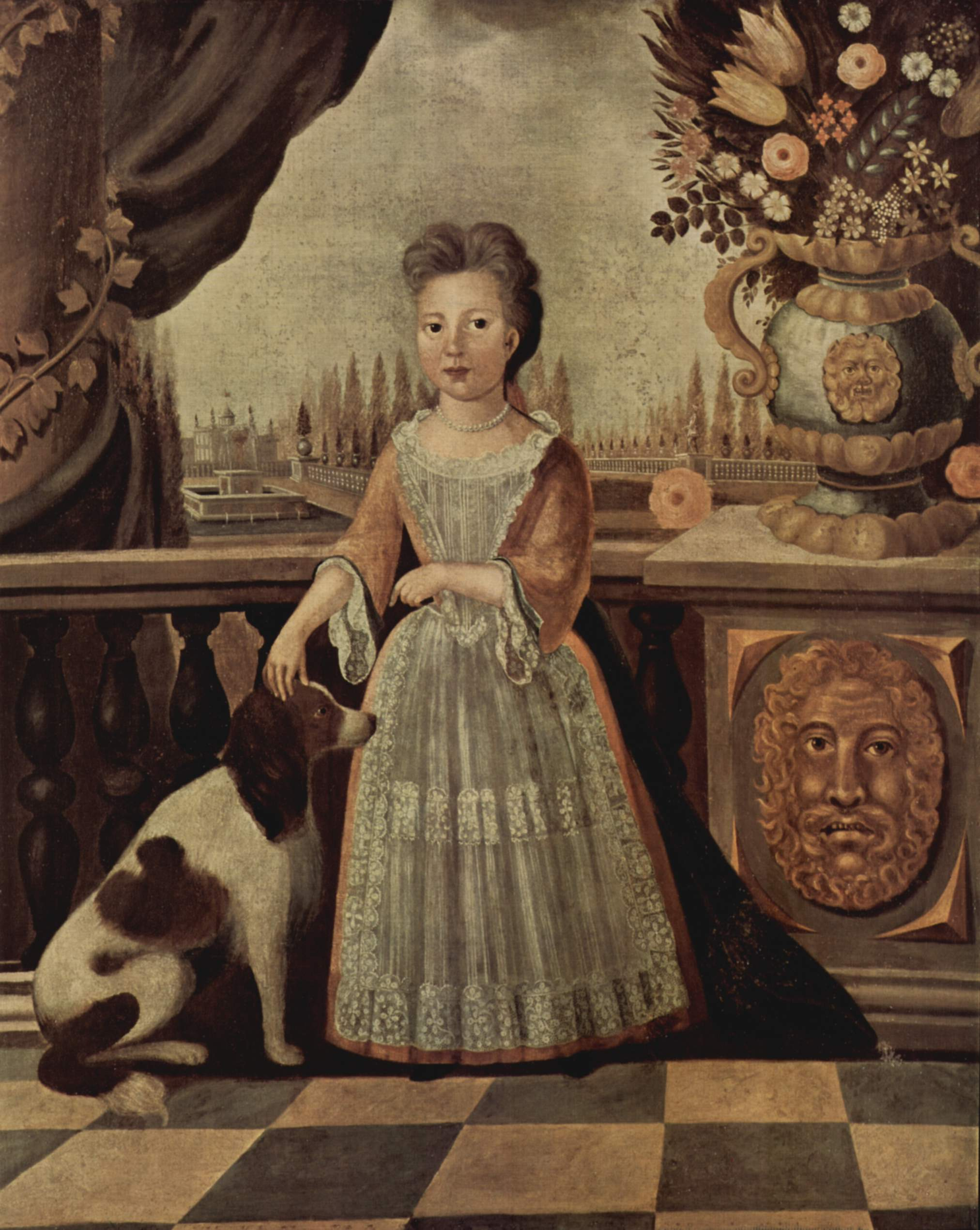
1 – 1710
2 – 17182 – 1718
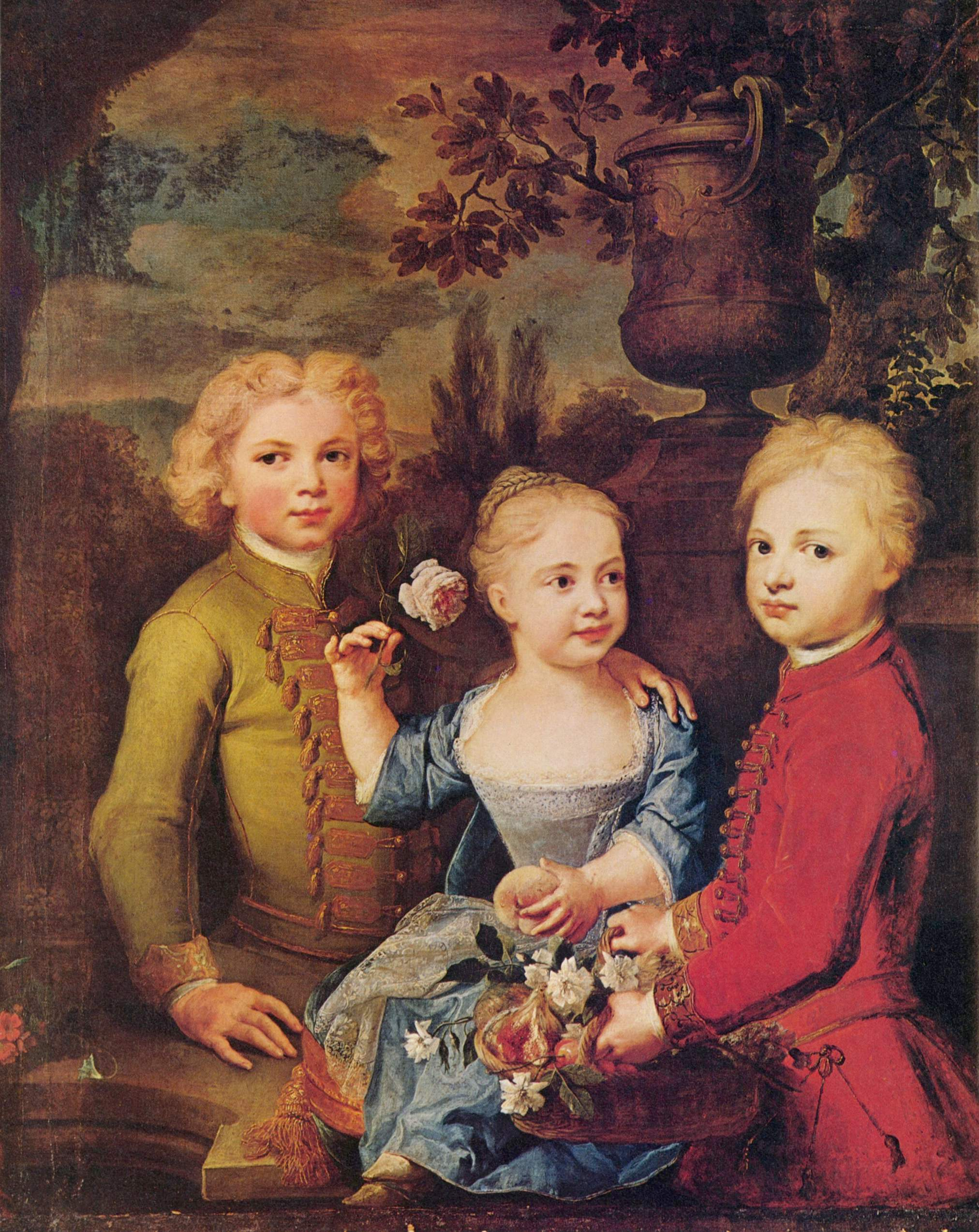
3 – 1724
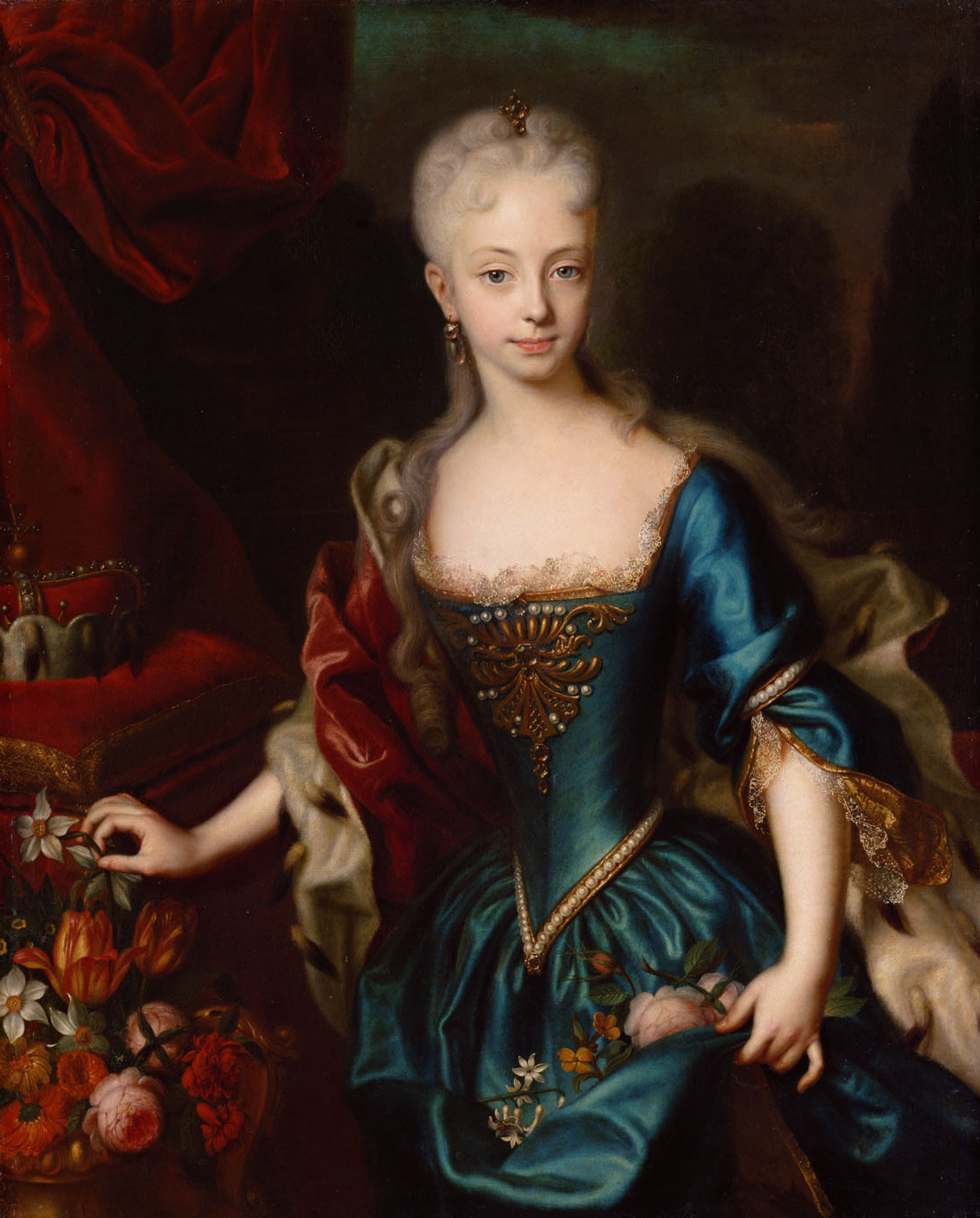
4 – 1727
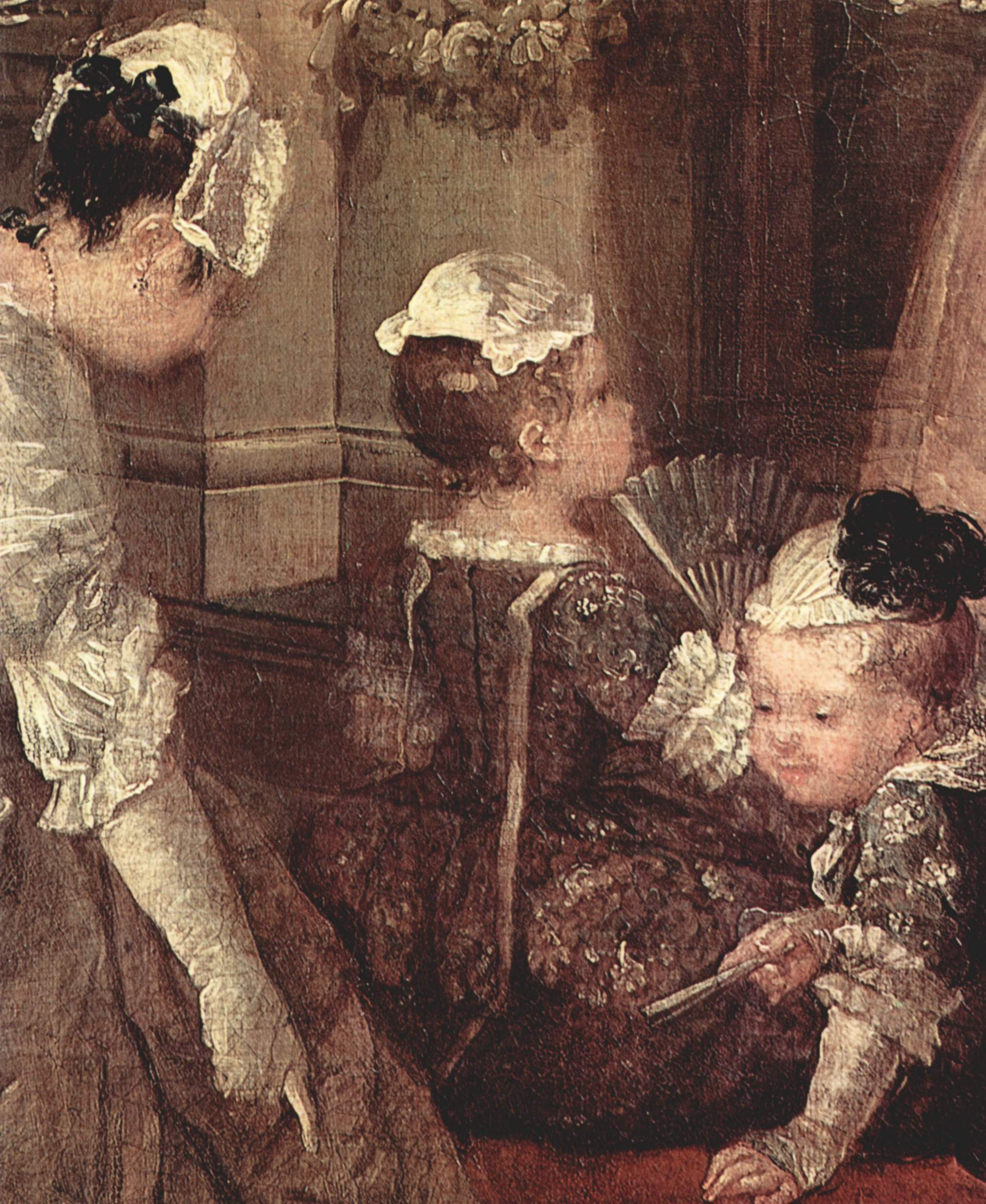
5 – 1731–32
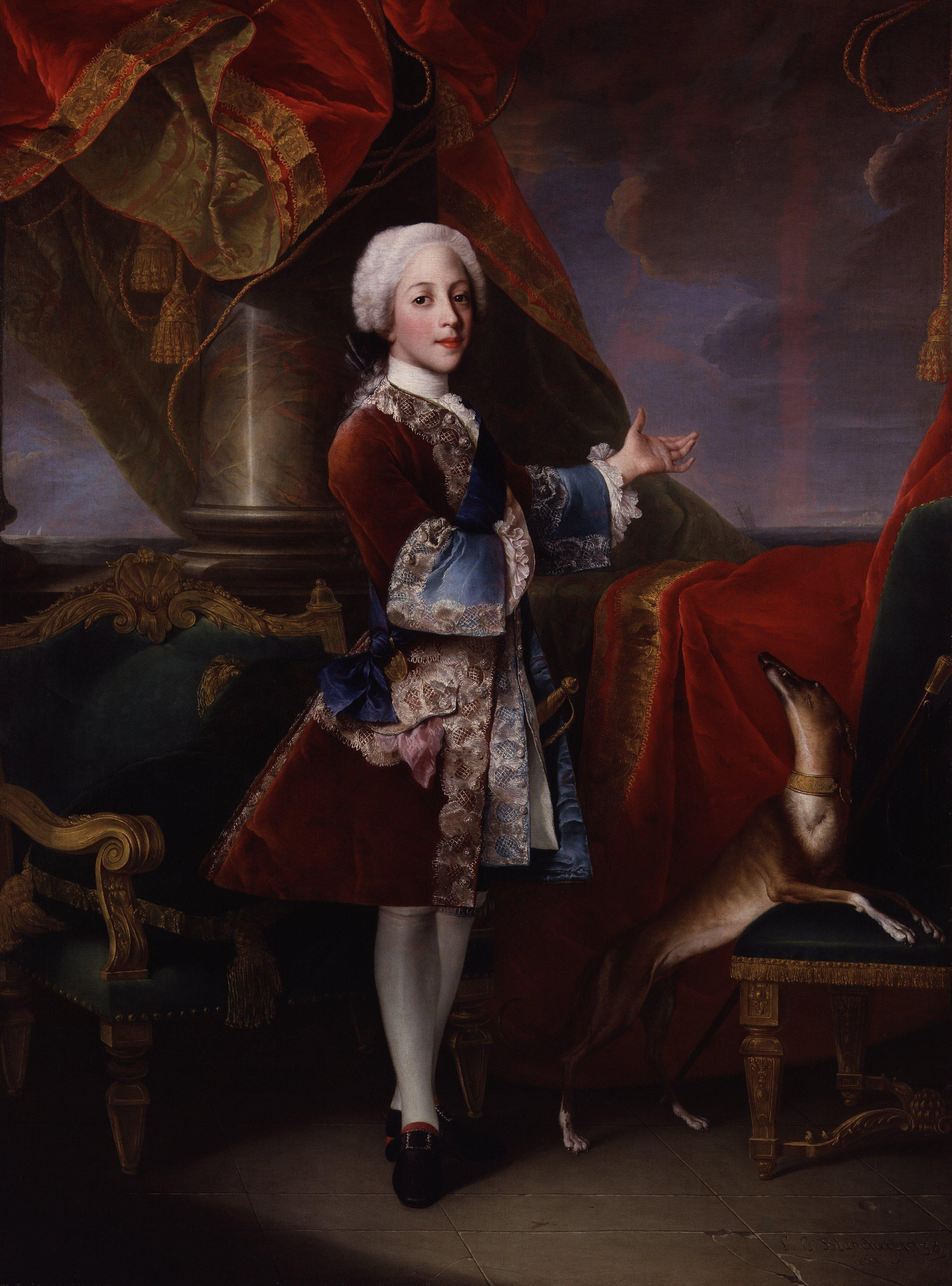
6 – 1738
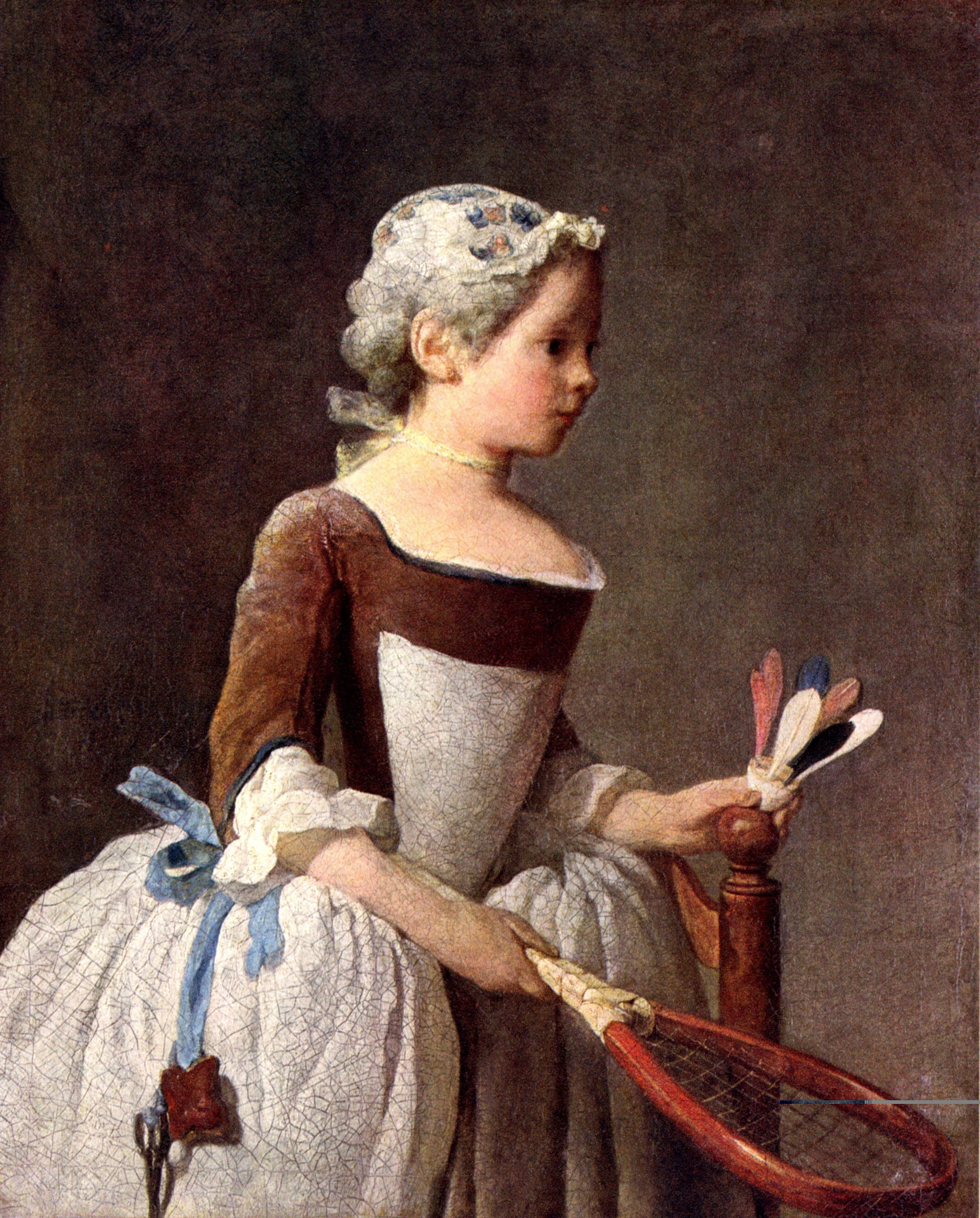
7 – 1740
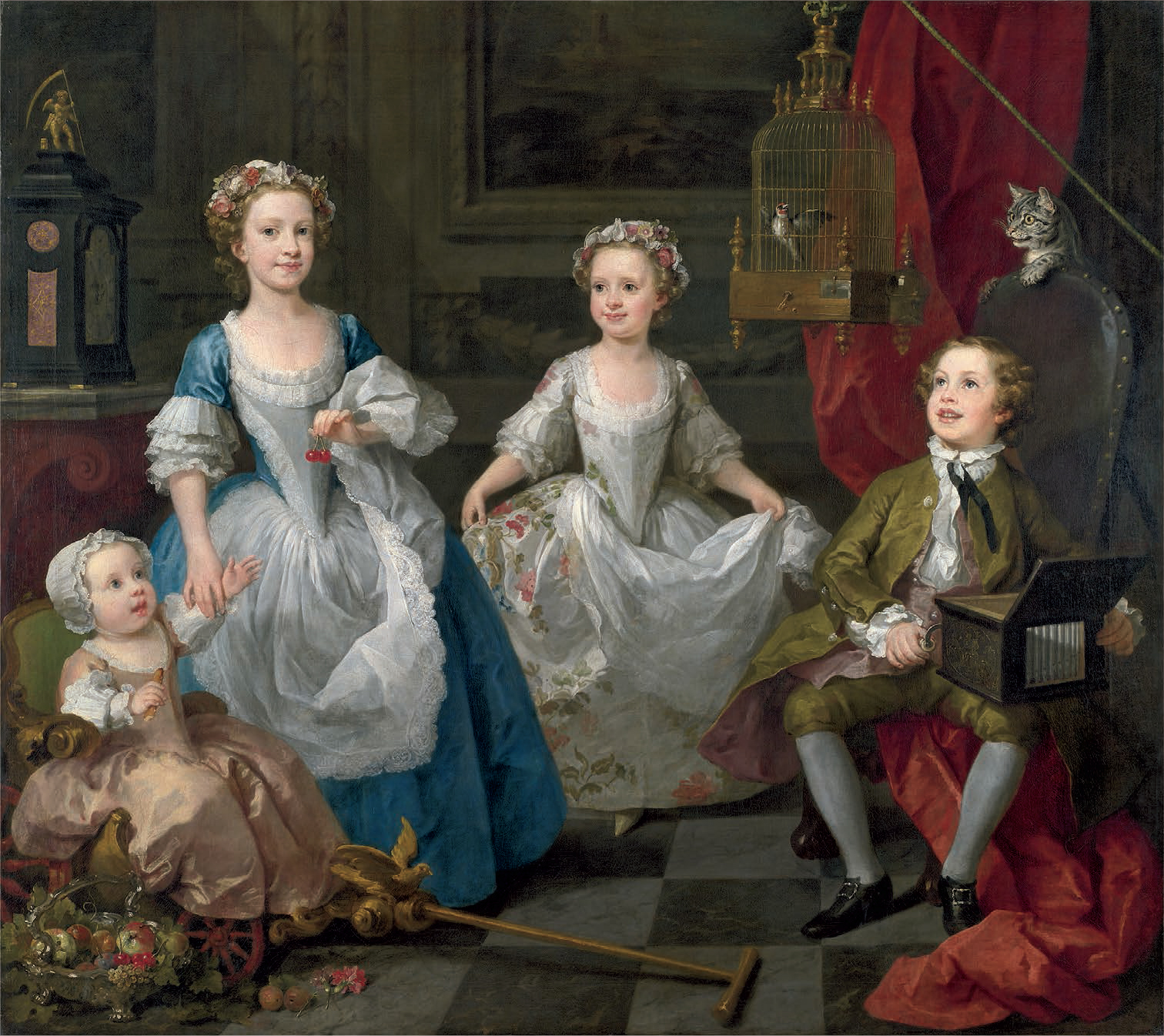
8 – 1745

1. Un sencillo vestido de encaje y tela de corte inglés/francés. (1710)
2. Vestido de seda sostenido por alforjas. Obsérvese que el vestido no tiene raya central. El escote, de corte bajo, está también menos ornamentado que el de una mujer contemporánea. (1718)
3. Una escena de grupo de una niña y dos niños. Los chicos tenían entre 5 y 10 años. La niña lleva un escote bajo que era habitual en las niñas y los niños. (1724)
4. Un ejemplo de una niña mayor, no muy lejos de la edad adulta. El escote sigue siendo más bajo que el de una mujer, pero está más adornado que el de una niña. (1727)
5. La niña sentada sosteniendo un abanico muestra las cuerdas de guía que su madre habría utilizado para asegurarse de que no se cayera al aprender a caminar. (1730)
6. Un niño de unos 10 años que ha sido criado y lleva un abrigo de patrón infantil. Los puños y los volantes habrían sido menos evidentes en un hombre adulto. (1738)
7. Una chica de clase media c. 1740. El tejido y los colores más sencillos utilizados en su vestido demuestran que no es de origen noble, pero tampoco es pobre. De nuevo, el escote es típico de las chicas de esa edad. (1740)
8. Un retrato de grupo de niños con ropa fina de la época. El niño ha sido recién descalzado, mientras que las niñas tienen el característico escote de los niños. (1745)

## Moda satírica
Joseph Addison en 1711 dedicó un número de The Spectator  a satirizar la moda, al constatar cómo la moda del país iba por detrás de la de Londres.  A medida que avanzaba en mi viaje observé que las enaguas eran cada vez más escasas, y que a unas sesenta millas de Londres estaban tan fuera de moda, que una mujer podía caminar con ellas sin ningún tipo de inconveniente, etc.